# Poel

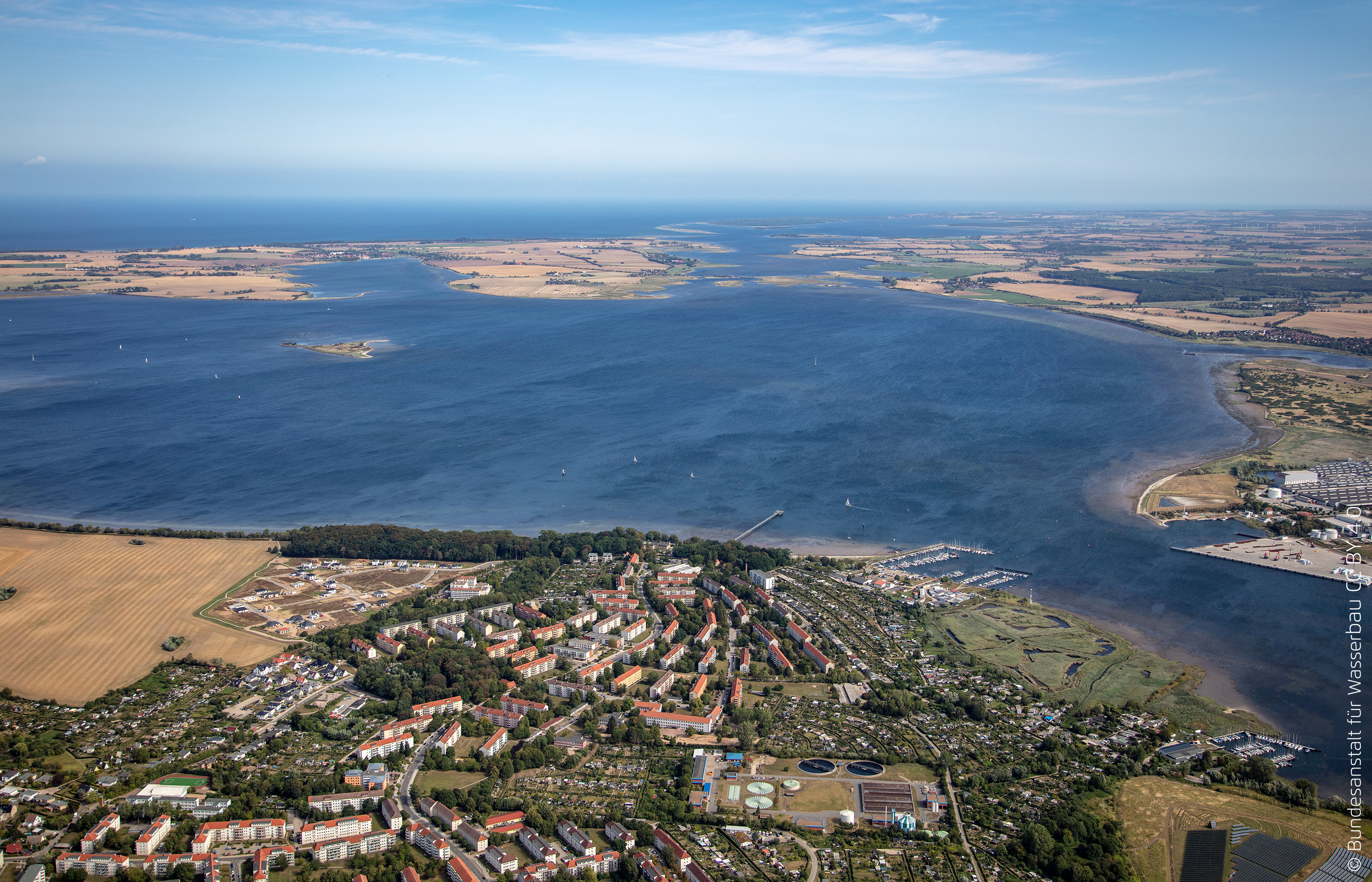
Blick über die Wismarbucht und Poel Richtung Salzhaff

Die Insel Poel [pøːl] liegt rund 10 km nördlich von Wismar in der Wismarer Bucht in der Ostsee. Von Süden her schneidet eine Bucht tief in die rund 37 km² große Insel ein, an deren nördlichem Ende das größte Dorf der Insel, Kirchdorf, liegt. Dort lebt fast die Hälfte der rund 2500 Einwohner Poels.
Die Insel entstand vor etwa 24.000 Jahren, doch selbst nach dem Abschmelzen der Gletscher lag sie in einer arktischen Umgebung, die für Menschen wohl noch nicht bewohnbar war. Erst durch ein milderes Klima stellte sich auch Baumbewuchs ein, mit einer entsprechenden Fauna.
Von Jägern und Sammlern wurde die Insel mindestens seit dem 6. Jahrtausend v. Chr. bewohnt, die Meeresressourcen wurden lange Zeit hingegen wohl kaum genutzt. Ab der zweiten Hälfte des 5. Jahrtausends erfolgte der Übergang zur bäuerlichen Lebensweise, zum Neolithikum. Ein Hügelgrab aus der Bronzezeit und Artefakte der Eisenzeit belegen die Siedlungskontinuität. Um die Zeitenwende lebten Germanen auf Poel, denen wiederum im Frühmittelalter slawische Abodriten folgten. 
1163 kam die Insel an das Lübecker Domkapitel. Mit der bald einsetzenden deutschen Besiedlung wurde das Lehnswesen auf die Insel übertragen, die kleine slawische Gruppe auf Poel verschwand kulturell. In dieser Zeit entstand in Kirchdorf die erhalten gebliebene Kirche. Im 14. und 15. Jahrhundert gehörte die Grundherrschaft auf Poel der Lübecker Kirche und einigen Rittern; die mecklenburgischen Herzöge brachten die Grundherrschaft 1555 wieder an sich und bauten sie zur Gutsherrschaft aus; es entstand eine Festung und ein Schloss – beide verfielen jedoch ab dem 17. Jahrhundert. Während der Kriege der Reformationszeit wurde die Insel mehrfach geplündert, doch im Dreißigjährigen Krieg war sie weniger hart betroffen als das übrige Mecklenburg. Poel war bereits früh für seine Pferdezucht bekannt.
Von 1648 bis 1803 stand Poel mit Wismar und Neukloster unter schwedischer Herrschaft. Ende des 18. Jahrhunderts begann die Bauernbefreiung, damals war Poel an Wismar verpfändet, ab 1803 dann an Mecklenburg-Schwerin, nachdem der schwedische König Wismar und Poel im Vertrag von Malmö für 99 Jahre verpfändet hatte. Formal endete die schwedische Herrschaft erst 1903, als die schwedische Krone auf die Einlösung des Pfandes verzichtete. 
Eine Anbindung an das Festland durch einen befahrbaren Damm und eine 14 Meter lange Brücke entstand erst 1927. Gegen Ende des Zweiten Weltkriegs verdoppelte sich die Bevölkerung durch Flüchtlinge aus Ostdeutschland. In den Jahrzehnten danach wurde die Landwirtschaft kollektiviert, Saatzucht wurde ein wichtiger Wirtschaftszweig. Inzwischen hat der Tourismus eine bedeutende Rolle erlangt.
1997 wurde Insel Poel staatlich anerkannter Erholungsort, seit 2004 trägt die Gemeinde den Titel „Ostseebad“.
Die amtsfreie Gemeinde Insel Poel umfasst die Insel sowie die nordöstlich vorgelagerte Insel Langenwerder, ein Vogelschutzgebiet. Poel gehört zum Landkreis Nordwestmecklenburg in Mecklenburg-Vorpommern.

## Geografie

### Lage
Hauptort der Gemeinde ist Kirchdorf am Ende der tief von Süden einschneidenden Bucht Kirchsee. Neben der Wismarer Bucht im Süden wird die Insel im Osten von dem Breitling und der Zaufe sowie im Nordosten durch die Kielung vom Festland getrennt. Die Insel ist mit rund 37 km² Fläche die siebtgrößte deutsche Insel.
Poel ist über einen befahrbaren Damm mit dem Festland (Gemeinde Blowatz, Ortsteil Groß Strömkendorf) verbunden.

### Geologie

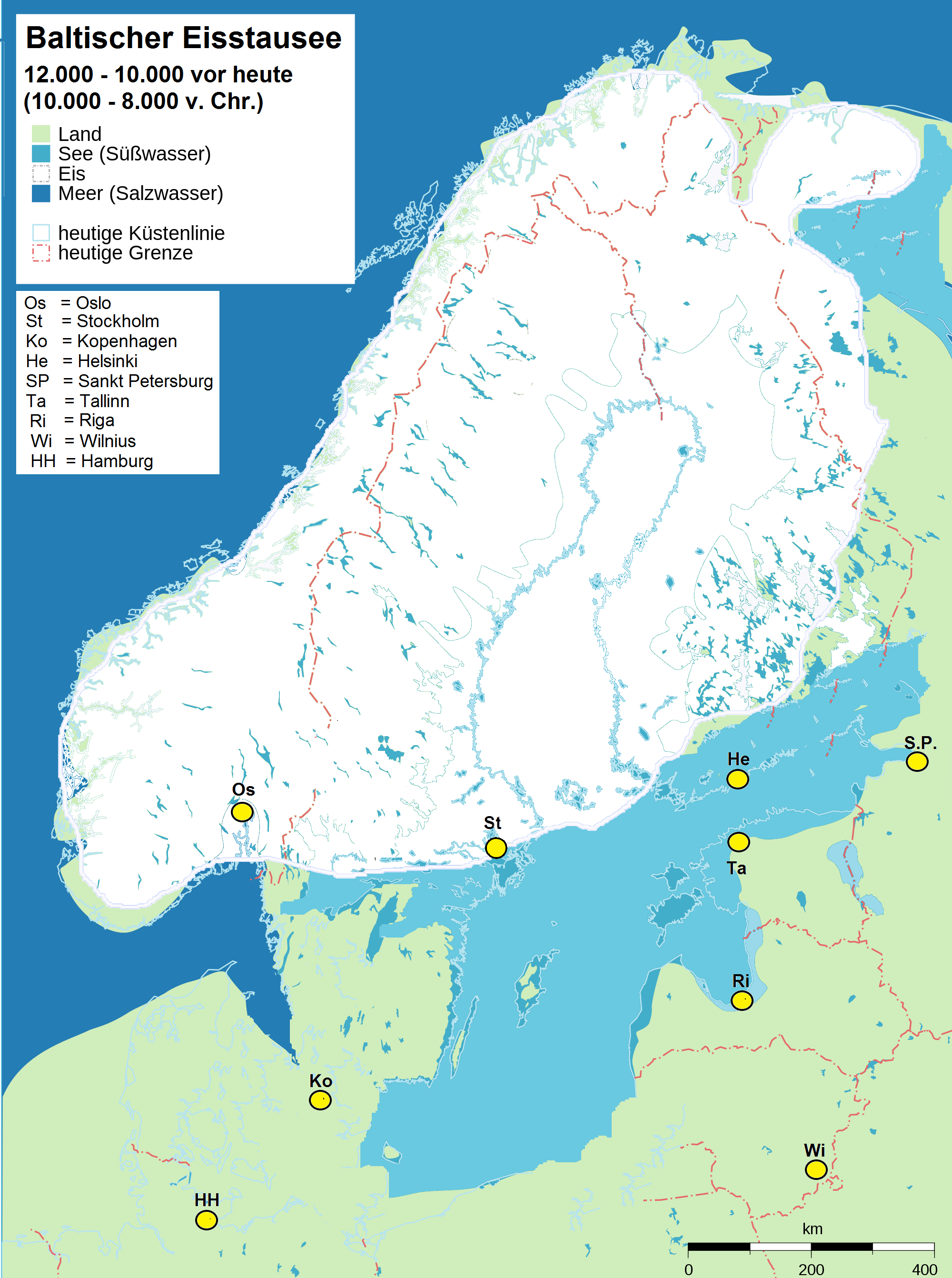
Der Baltische Eisstausee, um 10.000 bis 8.000 v. Chr.

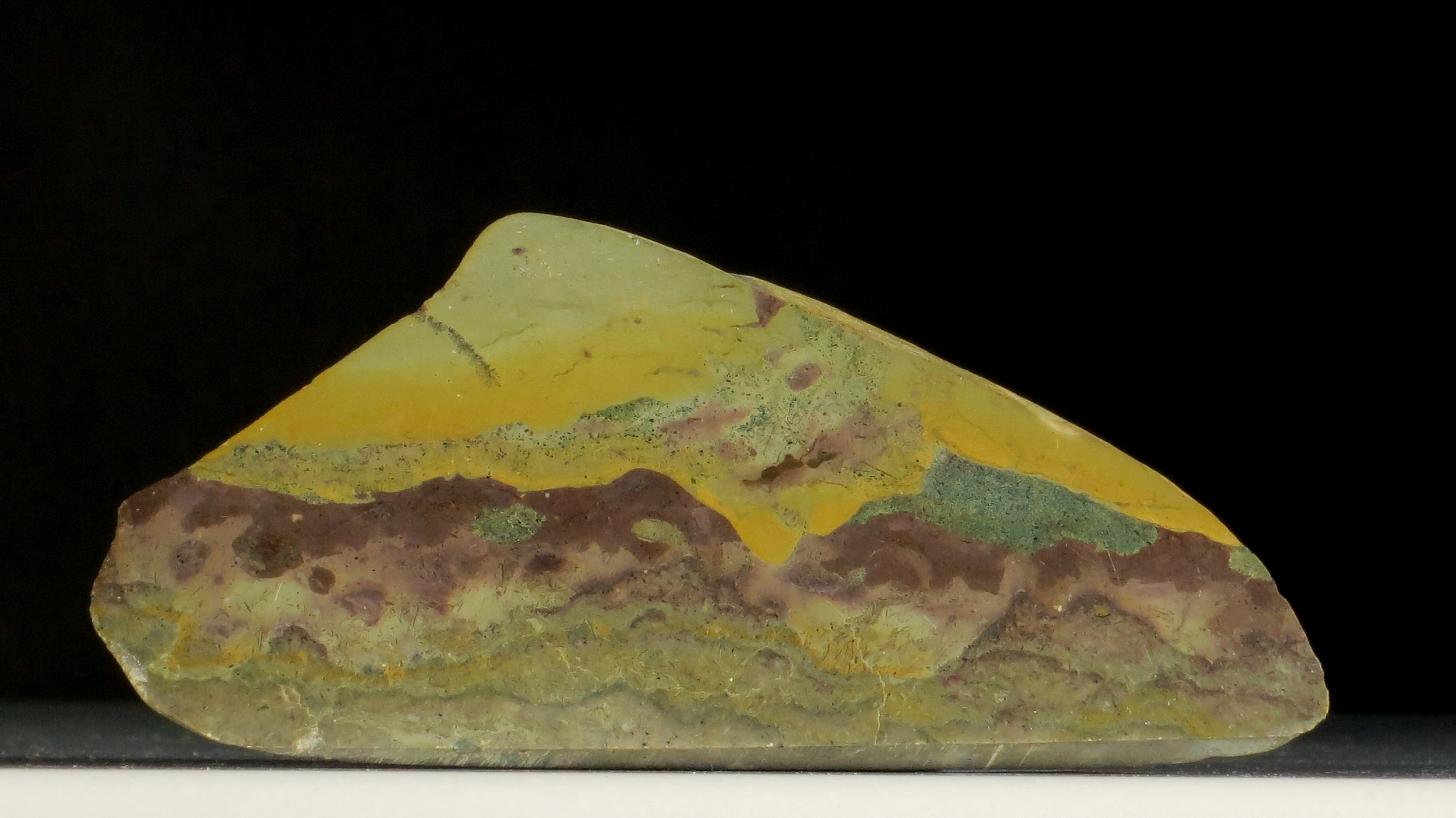
Kalkstein, der ursprünglich von Öland, Süd- oder Mittelschweden und aus dem Ordovizium stammt, gefunden auf Poel

Die Insel entstand um 22.000 v. Chr. während der letzten Kaltzeit. Um diese Zeit bildete sich auch die Wismarer Bucht und die Küstenlinie von Mecklenburg. Es entstanden Endmoränen, wobei deren markanteste von der Pommerschen Haupteisrandlage gebildet wurde, die durch Mecklenburg-Vorpommern von Nordwest nach Südost verläuft. An den Kliffs beim Schwarzen Buschs oder bei Timmendorf Strand lassen sich Schichtverbiegungen und Stauchungen erkennen. Die letzte Moräne stammt aus der Zeit des sogenannten Mecklenburger Eisvorstoßes (etwa von 15.000 bis 13.000 v. Chr.).
Unter dieser Moräne befindet sich die „Mittlere Moräne“, gekennzeichnet durch einen Schluffton, sehr feinkörniges Gestein (0,0063 mm – 0,02 mm Korngröße) mit Ton vermischt, an der Basis. Die dritte, die „Untere Moräne“ ist die älteste noch vorfindliche Moräne auf Poel. Ihr unterer Bereich besteht aus Feinsanden. Die zweite und dritte Moräne sind aufgrund gleichartiger Zusammensetzung kaum zu unterscheiden.

### Böden
Leitbodenformen sind Parabraunerde–Tschernoseme und Parabraunerden aus Geschiebemergel oder Beckenablagerungen. In den flachen Bereichen der Haken herrschen Podsole, Braunerde-Podsole und Gley-Podsole aus sandigen glazifluvialen Ablagerungen vor. Durch intensive landwirtschaftliche Nutzung hat sich diese Bodenzusammensetzung in etwas stärker reliefierten Bereichen auf flachen Kuppen deutlich verändert. In Hangfußlagen sind bis zu 50 cm mächtige Kolluvien entwickelt, die im Bereich von Söllen in Gleye übergehen. Staunässe- und grundwasserbeeinflusste Lehme und Tone nehmen einen Flächenanteil an der Insel von mindestens 40 % ein. Als Substrate herrschen zu über 60 % Lehme und Tieflehme vor, die auch als Salmtieflehme, Decklehme oder Tone auftreten können.

Ancylussee, um 7500 bis 6000 v. Chr.

Die Insel weist ein in Norddeutschland seltenes Phänomen auf, nämlich Schwarzerden, genauer schwarzerdeartige Böden. So werden Böden der Steppenklimate mit Niederschlagsmengen zwischen 250 und 650 mm pro Jahr bezeichnet. Sie finden sich, neben den großen Lössbodenflächen weiter im Süden, nur auf Fehmarn und Poel sowie in der Uckermark. Das Klima war in postglazialer Zeit noch kontinental. Die Nordsee befand sich noch westlich der Doggerbank, und im Gebiet der heutigen Ostsee übertrat das aufgestaute Schmelzwasser das Kattegat. Dies zog ein Absinken des Spiegels des Ancylus-Sees um rund 10 m auf Weltmeerniveau nach sich. Der sich ansiedelnde Eichenmischwald und die höheren Durchschnittstemperaturen des Boreals (um 8000 v. Chr.) führten zu einer negativen Wasserbilanz. Die Schwarzerde entstand auf Poel in dieser Zeit.

### Gemeindegliederung
Die Gemeinde Insel Poel besteht aus 15 Ortsteilen (Einwohnerzahl: Stand 2016):
- Am Schwarzen Busch (56)
- Brandenhusen (25)
- Fährdorf (168)
- Gollwitz (64)
 mit nördlich vorgelagerten unbewohnten Inseln wie Langenwerder
- Kaltenhof (117)
- Kirchdorf (1016)
- Malchow (126)
- Neuhof (66)
- Niendorf (66)
- Oertzenhof (371)
- Seedorf (14)
- Timmendorf (170)
- Vorwerk (54)
- Wangern (98) mit Hinter Wangern
- Weitendorf (101) mit Einhusen und  Weitendorf-Hof

## Biologie

### Flora und Fauna

Naturschutzgebiet Fauler See

Im Naturschutzgebiet Fauler See/Rustwerder im Südwesten Poels befindet sich die Strandwallnehrung Rustwerder und der besagte Strandsee. In den artenreichen Salzwiesen leben Meersenf, Strandbeifuß, Grasnelken, Strandflieder, Salzmilchkraut und eine Reihe von Löffelkrautarten (s. u. Natur- und Vogelschutzgebiete). Weitere Salzwiesen befinden sich einerseits am Westufer des Kirchsees, ein Gebiet, das sich bis zum Brandenhusener Haken im Süden erstreckt, dann an der Ostseite von Poel, nämlich im Naturschutzgebiet Salzgrasland Am Breitling/Zaufe, das den gesamten Ostrand der Insel umfasst, den Bereich der Inseln, über die die Brücke zum Festland führt, und das sich an der gesamten, Poel ostwärts gegenüber liegenden Küste erstreckt.
Säugetiere kommen rund um Poel, aber auch auf der Insel selbst vor. Die in der Ostsee um 1980 fast ausgerotteten Robbenbestände haben sich seither gut erholt. Seehunde wurden ab 2007 vor Langenwerder (Cetka wurde ein bekannt gewordenes weibliches Tier genannt) und vor Gollwitz registriert. Eine Kegelrobbengeburt wurde 2019 nachgewiesen. Auf der Insel leben auch Füchse und Dachse, weshalb auf Langenwerder entsprechende Zäune aufgestellt werden, um die Nester der dortigen Bodenbrüter zu schützen.
Die Wismarer Bucht ist ein wichtiger Rastplatz für Zugvögel, wie Gänse oder Kraniche, aber auch von großer Bedeutung für zahllose Seevögel, Enten, Kormorane und Schwäne. Dies gilt allerdings weniger für das Hinterland der Insel, das seit langer Zeit von der Landwirtschaft geprägt ist. 2020 wurden 33 schutzbedürftige Brutvogelarten gezählt, sowie 16 Rastvogelarten, insgesamt 47 Arten.
Die Land- und Süßwassermolluskenfauna der Ostseeinsel, die Weichtiere also, umfasst 87 sicher nachgewiesene Arten. Derzeit leben auf Poel 20 Süßwassermollusken- sowie 48 Landschneckenarten. Davon sind insbesondere die reichen Vorkommen von Mäuseöhrchen und Schmale Windelschnecke hervorzuheben, ebenso wie die Zahnlose Schließmundschnecke (einzige Vorkommen an der Kirche in Kirchdorf, dann an einer Friedhofsmauer, 600 m entfernt), der Bierschnegel, die Grünliche Scheibchenschnecke, die Wulstige Zylinderwindelschnecke sowie der in ganz Ostdeutschland bisher nur auf Poel gefundenen Neozoen Ödland- und Gerippte Punktschnecke. Arten wie die Zierliche Tellerschnecke oder Pisidium pulchellum (eine Erbsenmuschelart) belegen einen einst größeren Artenreichtum an Süßwassermollusken auf der Insel. Darüber hinaus konnte die Fauna einer holozänen Seekreide mit Gyraulus laevis, Pisidium hibernicum, P. pseudosphaerium und Valvata aff. piscinalis nachgewiesen werden.

### Natur- und Vogelschutzgebiete

Lage der Wismarer Bucht

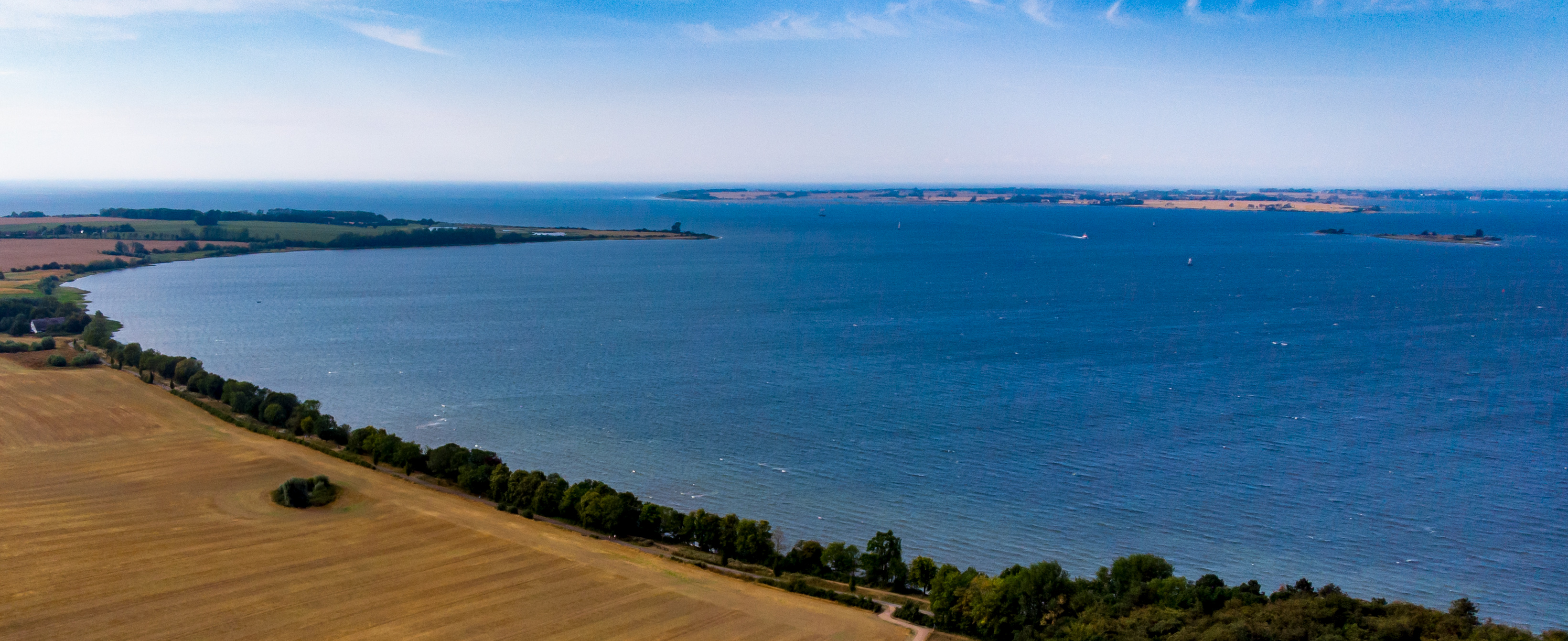
Walfisch (rechts), Poel und Wismarer Bucht vom Festland aus gesehen

Da die gesamte Wismarer Bucht ein bedeutender Rastplatz für viele Zugvögel zwischen Mitteleuropa und Skandinavien ist und damit die Bedingungen für die Schutzgebietskategorie mit europäischer Bedeutung erfüllt, wurde sie als Vogelschutzgebiet ausgewiesen.
Die Insel Langenwerder, eine kleine unbewohnte Insel, liegt nördlich von Gollwitz und ist durch das flache Kuhlenloch von Poel getrennt. Das Schutzgebiet dient vorrangig den Küstenvogelbeständen, die von Möwen und Seeschwalben dominiert werden. Bedeutende Brutvögel sind die Zwerg-, Brand- und Küstenseeschwalbe, dann Mittelsäger, Austernfischer, Sandregenpfeifer, Rotschenkel und Brandgans. Der Langenwerder ist mit den umliegenden Flachwasserbereichen seit dem 23. Juni 1924 als Naturschutzgebiet ausgewiesen. Das Betreten der 800 m langen und bis zu 500 m breiten Insel ist nur mit begleiteten Führungen gestattet. Nach Ende der Brutzeit, zu Anfang August bis in den Oktober werden diese wöchentlich angeboten. Der Verein Langenwerder zum Schutz der Wat- und Wasservögel übernimmt die Schutzgebietsbetreuung.
Das Naturschutzgebiet Fauler See – Rustwerder, das nicht betreten werden darf, umfasst eine Fläche von 136 ha. Es befindet sich im Südwesten der Insel. Seine Unterschutzstellung erfolgte am 20. September 1984 mit dem Ziel, ein beweidetes Strandwall- und Hakensystem unter Einschluss einer Brackwasserlage an der südwestlichen Ostseeküste zu schützen und zu erhalten. Die südliche Begrenzung zur inneren Wismarbucht wird durch den 2 km langen und bis zu 400 m breiten Haken Rustwerder gebildet. Er besteht aus Strandwällen unterschiedlichen Alters, zwischen denen sich ein Prielsystem entwickelt hat. Der Faule See ist eine flache, nur bis 50 cm tiefe, etwa 46 ha große Brackwasserlagune mit schlickigem Untergrund. Sie hat durch die Fuul Bäk eine Verbindung mit der inneren Wismarbucht. Die Beweidung mit Pferden und Rindern dient dem Erhalt der Salzwiesen. Als Brutvögel sind Rotschenkel, Austernfischer, Mittelsäger, Kiebitz, Säbelschnäbler, Kampfläufer und Sandregenpfeifer von Bedeutung. Der See ist ein wichtiger Rastplatz und Schlafgewässer für Zugvögel, insbesondere Schellenten und Singschwäne. Eine typische Amphibienart der flachen Brackwasserbereiche ist die Wechselkröte. Auch finden sich dort zahlreiche, für Salzwiesen typische Pflanzenarten.

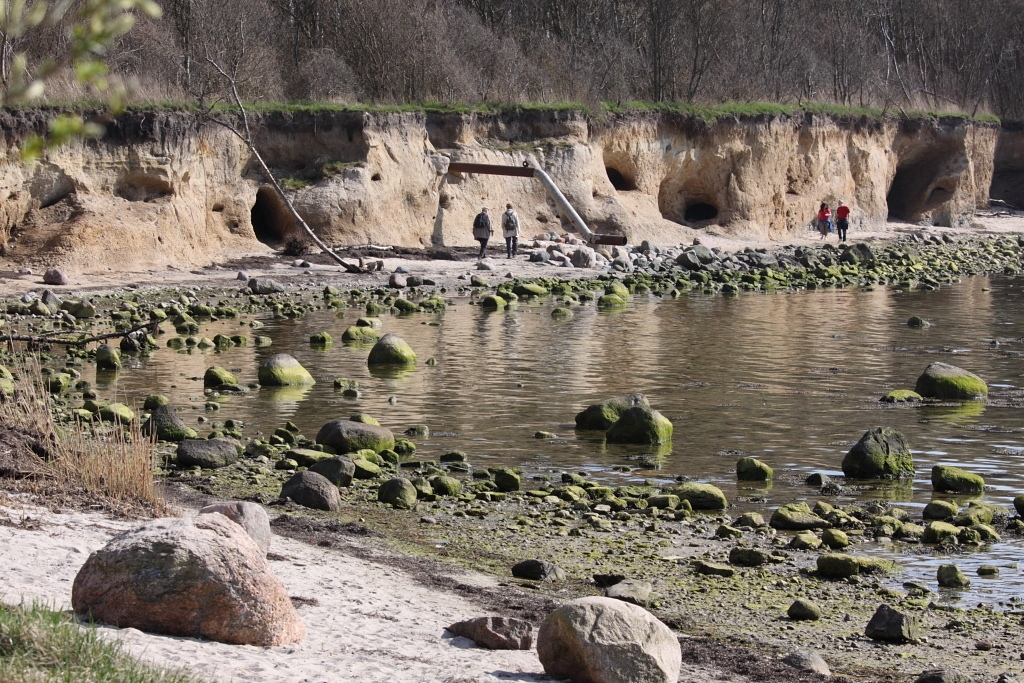
Steilküste bei Timmendorf

Poel gehört einschließlich der umgebenden Gewässerflächen zum Biotopverbundsystem Wismarbucht. Für die Insel allein sind mehr als 300 geschützte Biotope ausgewiesen. Dabei handelt es sich um Boddengewässer mit Verlandungsbereichen, Dünen, Strandwällen, Steilküsten, aber auch Feldgehölzen und Feldhecken, Röhrichtbeständen, Salzwiesen, Trocken- und Magerrasen.
Die bereits zur Stadt Wismar gehörende Insel Walfisch, eine ehemalige Festungsinsel, liegt südlich der Insel Poel. Das 84 ha große Naturschutzgebiet besteht aus 12 ha Landflächen und 72 ha Küstengewässer. Dort brüten etwa Austernfischer, Mittelsäger, Höckerschwan, Graugans, Schwarzkopfmöwe, Eiderente, Küsten-, Fluss-, Zwerg- und Brandseeschwalbe. Die Betreuung des Schutzgebietes wurde in den Jahren 2004 bis 2006 durch den Verein Walfisch vorgenommen, seit 2007 durch den Verein Langenwerder.
Dieser betreut auch die Halbinsel Wustrow. Sie liegt nordöstlich von Poel und grenzt das Salzhaff von der Ostsee ab. Der größten Teil der Halbinsel Wustrow (700 ha), ein Teil des Salzhaffs (300 ha), die Wasserfläche der Kroy (300 ha), sowie die Flachwasserbereiche bis zur 5-m-Wasserlinie (600 ha) wurden zum Naturschutzgebiet erklärt. Im Gebiet sind zahlreiche salzliebende Pflanzen und fast 90 Brutvogelarten anzutreffen. Auf der Halbinsel, bis dahin von einem Gut dominiert, baute die Reichswehr Deutschlands größte Flakartillerieschule. Von 1949 bis 1993 unterhielt die sowjetische Militärführung die Garnison Wustrow. Der Zutritt ist verboten. Ebenfalls wegen militärischer Altlasten ist das Betreten des Naturschutzgebiets Tarnewitzer Huk (69 Hektar) westlich von Poel, nordöstlich von Tarnewitz, untersagt. Eine aufgespülte Fläche des Huk (Haken, Landzunge), trennt die Boltenhagener Bucht von der Wohlenberger Wiek. Die Vegetation wird zum Großteil von Sanddorn- und Weidengebüschen sowie Birken-Espen-Vorwäldern und von zahlreiche Flechten- und Moosarten bestimmt. Auf den Asphalt- und Betonflächen siedeln hochspezialisierte Pflanzenarten. Bemerkenswerte Vogelarten sind der Karmingimpel und der Neuntöter. In den 1930er Jahren entstand dort ein Militärflugplatz, im Südosten ein Hafen. Nach dem Krieg wurden die Einrichtungen demontiert und der Flugplatz teilweise gesprengt.

## Geschichte

### Name
Der Name Poel leitet sich, so wurde gemutmaßt, vom altnordischen Phol ab, welcher in der germanischen Mythologie den Gott des Lichtes darstellt. Der Name Poel könnte sich aber auch aus der altslawischen Bezeichnung poltje für „das (flache) Feld“ herleiten lassen, zumal die Insel im 12. Jahrhundert als terra pole bezeichnet wurde.

### Urgeschichte (ab 6. Jahrtausend v. Chr.)

#### Spätmesolithikum

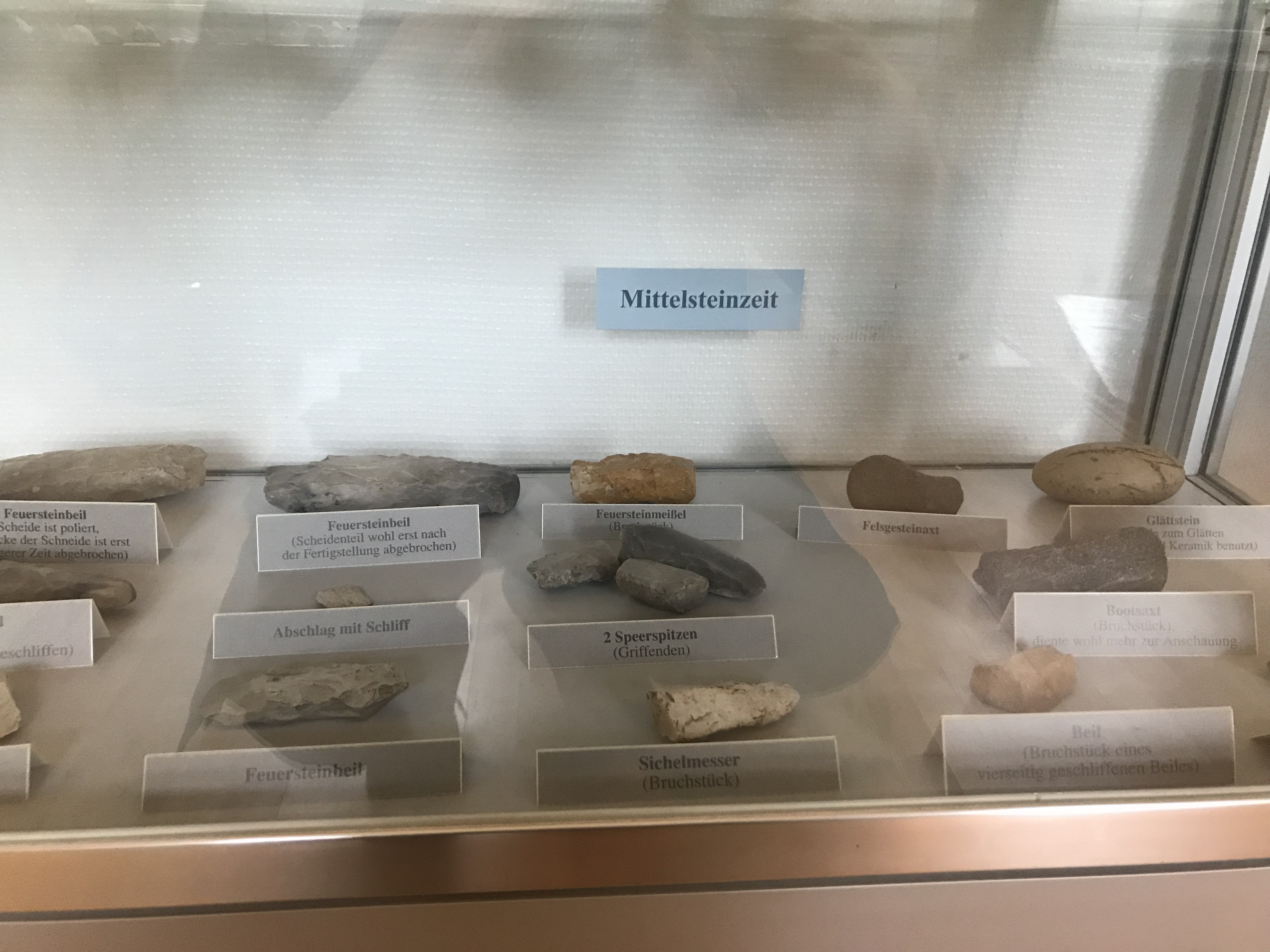
Fundstücke von Poel aus der Mittelsteinzeit, Inselmuseum

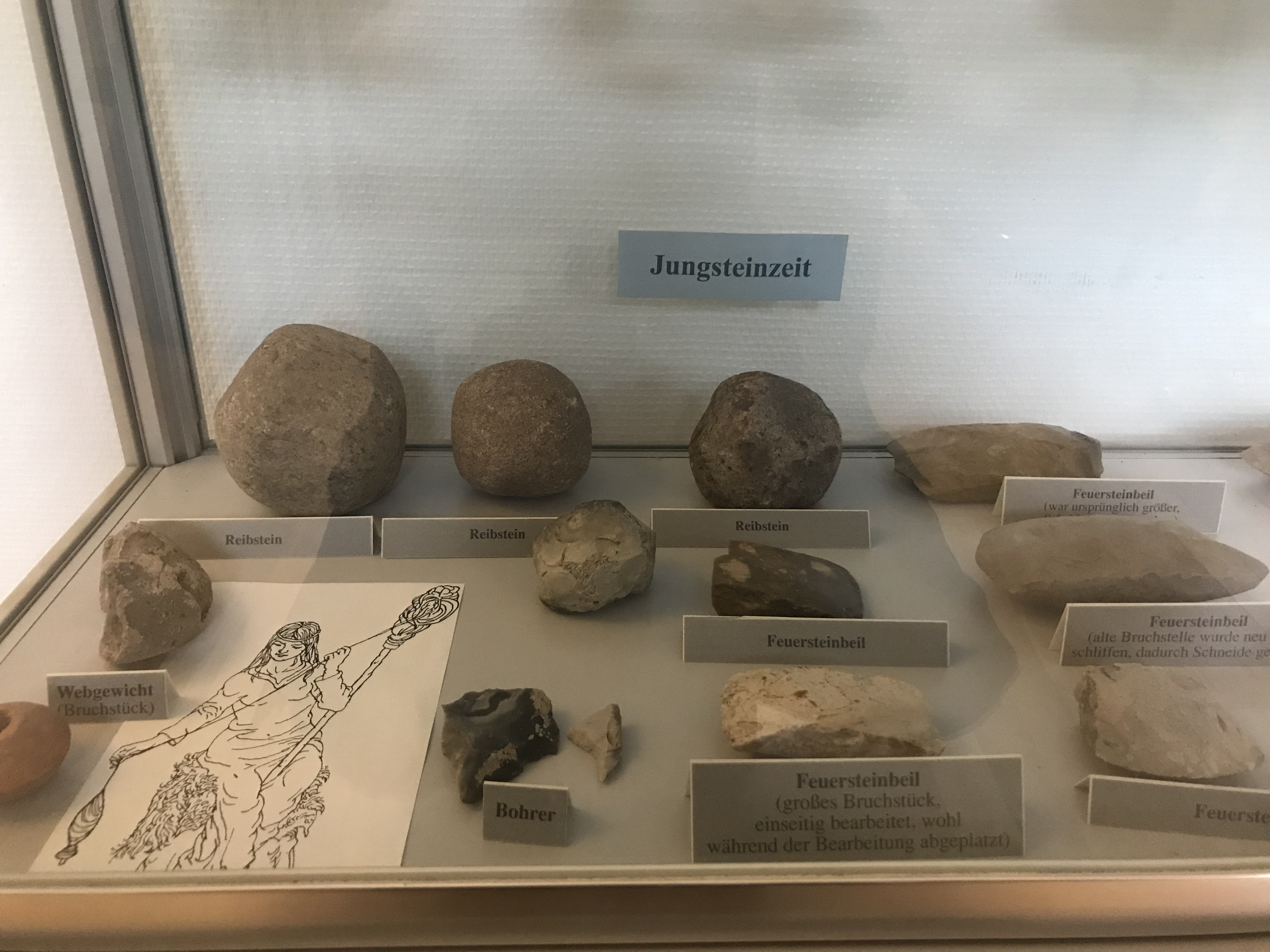
… und aus der Jungsteinzeit

Lange galt Poel während des Mesolithikums und des Neolithikums, also der Zeit der Jäger, Fischer und Sammler nach der letzten Kaltzeit und der ersten bäuerlichen Kulturen, als siedlungsleer. Doch erwies sich in den Jahren um 2000, dass Angehörige der älteren Ertebølle-Kultur bereits im 6. Jahrtausend v. Chr. etwa an den Fundorten Timmendorf-Nordmole und Jäckelberg-Nord zu belegen sind. Voraussetzung dafür war die ab 1999 durchgeführte Erkundung des Großen Tiefs in der äußeren Wismarbucht als Mündungsgebiet des früheren Fjordes nördlich von Poel. Auf dem sogenannten Jäckelberg, einem Moränenrücken, der sich von Poel aus in nordöstlicher Richtung in die Bucht hinein erstreckt, fanden sich in sechs bis acht Metern Tiefe Artefakte aus der Zeit zwischen 5600 und 5000 v. Chr. Diesem „Berg“ war, getrennt durch eine kaum 10 m breite Rinne, der Jäckelgrund vorgelagert, der nur 6 m unter NN aufragt. Dieser wiederum war im Laufe des 6. Jahrtausends v. Chr. eine Insel. Dort ließen sich neben Baumstämmen drei intakte Fundstätten nachweisen, die Klingen und deren Bruckstücke, aber auch Abschläge, Kerne, Kernbeile und Klingenstichel bargen. Auch fanden sich Überreste von Siedlungsstrukturen, etwa verkohlte Hölzer, aber auch Tierknochen, ein bearbeiteter Eberzahn und ein Hirschgeweihpunch. Auch auf dem Jäckelberg ließen sich insgesamt fünf Siedlungsreste nachweisen, ebenso zahlreiche Flintstücke. Darunter befanden sich zahlreiche Klingen, die in der zeittypischen „indirekt weichen“ Schlagtechnik hergestellt worden waren. Scheibenbeile ließen sich hier, im Gegensatz zu gleichzeitigen dänischen Plätzen, nicht nachweisen. Die Ressourcen schlossen Meerestiere, wie etwa Fische oder Robben, noch aus, sieht man von wenigen Fischresten ab (Rotbarsch, Hecht, Aal). Stattdessen herrschten Rothirsch, Wildschwein und Reh vor. Die wenigen Funde weisen zudem auf Süßwasserfische hin, mithin die Nähe eines entsprechenden Sees.
Auch auf Poel selbst wurde sondiert, etwa an der Fundstelle Schwarzer Busch-West, doch war die mesolithische Siedlung weitgehend zerstört. Immerhin fand sich dort ein Beil. In Timmendorf-Nordmole ließen sich sowohl Artefakte der Ertebølle-Kultur, als auch solche der frühneolithischen Trichterbecherkultur nachweisen, also aus der Zeit zwischen 4500 und 4100 v. Chr. Auch ließen sich Überreste eines Speicherbaus belegen. Die größte Fundgruppe bilden Flintgeräte und entsprechende Abfälle, seltener ist Keramik. Der häufigsten Gerätetyp ist das Scheibenbeil (mehr als 150 Exemplare). Ein weiterer Fundplatz ist Timmendorf-Nordmole II, rund 200 m westlich von Nordmole, wohl dessen Vorgängersiedlung (5000–4500 v. Chr.). Die Fundstelle war der erste Nachweis der mittleren Ertebølle-Kultur in der Wismarer Bucht. Platte-Ost, ebenfalls eine ehemalige Insel, westlich von Timmendorf gelegen, ist ein weiterer Fundort. Timmendorf-Tonnenhaken schließlich liegt einen Kilometer nördlich von Nordmole und barg Keramik der Trichterbecherkultur. Es handelte sich um eine nur kurzlebige Siedlung, die auf einen Haffsee ausgerichtet war. Dortige Knochen stammten ausschließlich von Rind oder Hausschwein.

#### Neolithikum
2006 und 2007 wurde die Fundstätte Timmendorf-Nordmole III untersucht, unmittelbar nördlich von Nordmole I. Sie wurde in die Zeit zwischen 4000 und 3800 v. Chr. datiert. Außer dem Hund ließ sich dort kein Haustier nachweisen. Dies liegt daran, dass es sich um eine bloße Jagdstation handelte. Sie steht damit, wie in Dänemark, in der Tradition der endmesolithischen Vorgängersiedlungen. Erst um 3500/3400 v. Chr. lässt sich intensiver Pflanzenanbau und Auflichtung der Waldlandschaften pollenanalytisch nachweisen.

#### Bronze- und Eisenzeit, Germanen
Nach dem Ende der Megalithgräber, für die es auf Poel keinen Nachweis gibt, jedoch auf dem Wismarer Gebiet, entstanden in der Bronzezeit (ab etwa 1800 v. Chr.) Hügelgräber, wie am Köppenbarg beim Brandenhusener Haken. 1934 wurde westlich des Dorfkerns von Malchow ein Steinring, vermutlich eine bronzezeitliche Grabanlage, mit etwa 18 m Durchmesser freigelegt, der eine Steinpackung von etwa 2 m Durchmesser barg.
Nördlich von Kirchdorf fanden sich eisenzeitliche Artefakte, also solche aus der Zeit nach 800 v. Chr. Die germanische Besiedlung des Gebietes wird zudem durch Funde bei Groß Strömkendorf belegt, das sich unmittelbar vor der Brücke nach Poel befindet.

#### Völkerwanderung, Abodriten
Während der Völkerwanderungszeit wurde die Region weitgehend siedlungsleer. Wieder in Groß Strömkendorf entwickelte sich gegen Anfang des 8. Jahrhunderts ein Handelsplatz mit Handelsverbindungen der slawischen Abodriten, die nun in Nordwest-Mecklenburg lebten. Artefakte belegen neben Handel und Handwerk den Anbau von Weizen, Roggen und Gerste. Belegt ist der Einsatz von hölzernen Pflügen und Eggen.

### Hoch- und Spätmittelalter

Marienaltar, Flügelaltar des 15. Jahrhunderts in der Kirche von Kirchdorf. Rechts oben ist die Weihnachtsgeschichte dargestellt, darunter die Huldigung Christi durch die Heiligen Drei Könige, links oben die Verkündigung der Geburt Jesu durch den Erzengel Gabriel, darunter die Beschneidung Jesu im Tempel von Jerusalem.

#### Eroberung, Lübeck und Mecklenburger, deutsche Besiedlung (1158); Entwaldung
Mit der Eroberung der Region durch Heinrich den Löwen im Jahr 1158 wurde Poel 1163 dem Lübecker Domkapitel zugeordnet; in den umgebenden Gebieten leisteten Slawen noch Widerstand und die Bistümer konnten zunächst nicht besetzt werden. In diesem Jahr wurde die Insel durch die Bestätigung der Schenkung des Zehnten der gesamten Insel und der Ortschaft Fährdorf in einer Urkunde des Erzbischofs Hartwig von Bremen erstmals urkundlich erwähnt. Die Schenkung wurde 1173 von Kaiser Barbarossa bestätigt. Bis etwa 1200 lebten ausschließlich Slawen auf Poel, allerdings in geringer Zahl und unter schwierigen Bedingungen.
1210 wurde der Zehnte dann zwischen den mecklenburgischen Herzögen und den Lübeckern geteilt, wobei die Stadt bei der deutschen Besiedlung keine Rolle spielte. Es war Heinrich Borwin I. von Mecklenburg, der deutsche Siedler auf die Insel holte, und die den überwiegenden Teil Poels unter den Pflug nahmen. Damit begann zugleich die weitgehende Entwaldung Poels. Von den Lokatoren, die Siedler anwarben, ist uns ein Wasmodus überliefert. Er gründete Wasmodesdorp, heute Wester-Gollwitz. Bald nahmen auch die Lübecker Kirchen an der Besiedlung teil, so etwa 1266 im „Wendfeld“ (Wangern?). Die deutschen Siedler kamen wohl überwiegend aus Holstein und Dithmarschen. Von den 14 Dörfern auf Poel haben nur drei slawische Ursprünge, nämlich Gollwitz, Malchow und Wangern; die übrigen dürften Neusiedlungen gewesen sein. Die Insel wurde dann das Leibgedinge der Fürstinnen von Mecklenburg, die Herzöge betrachteten die Insel als ihr Hausgut.
Auch begann man mit dem Bau der Kirchdorfer Dorfkirche, die in vier Etappen gebaut und um etwa 1350 vollendet wurde. Laut Bernhard Latomus ließen sich die Ritter von Pfuel (Poele) um 1170 auf Poel nieder. 1229 wurde ein Berent, 1247 ein Abben von Pfuͤle Johann I. von Mecklenburg „rühmlich eingeführet“. Um 1316 erwarb das holsteinische Kloster Cismar neben Streubesitz um Wismar auch Land auf der Insel Poel. In Westergollwitz waren es von 1321 bis 1328 vierzehn Hufen, in Ostergollwitz von 1316 bis 1328 sieben Hufen, in Vorwerk von 1321 bis 1329 neun Hufen und in Malchow von 1321 bis 1329 sieben Hufen.

#### Verkauf der Insel an Ritter (1318), Lübecker Heiligen-Geist-Spital erwirbt vier Dörfer (1344)
1318 verkaufte der hoch verschuldete Herzog die gesamte Insel und dazu noch sieben Dörfer auf dem Festland an die Ritter von Plessen, herzogliche Räte und zugleich mecklenburgische Kriegsunternehmer, dann die von Preen und Stralendorff. Der Herzog verzichtete auf sämtliche Rechte. Zu einem nicht mehr genau zu bestimmenden Zeitpunkt, wahrscheinlich im Jahr 1337, wurden Friedrich von Stralendorf und seine Angehörigen wegen Strandraubes verfestet. Diesen Raub hatten sie an dem Gut Lübecker Kaufleute begangen, deren Schiff vor Poel gescheitert war, und die vor einem Rostocker Gericht Recht bekommen hatten, wie ein Gerichtsfragment erweist. Die Ritter hielten sich nicht auf der Insel auf, sie verkauften in der folgenden Zeit Dorf für Dorf, vor allem an die Lübecker Kirchen. Ausgangspunkt ihres Besitzes war seit 1163 Fährdorf, auch hatten sie den Zehnt für die ganze Insel erhalten.
Lübecker Kaufleute trieben nicht nur Handel auf Poel oder benutzten die Inselhäfen, sondern sie vergaben auch umfangreiche Kredite – auch an den Landesherrn – und erwarben auch Land. So kaufte Hermann Klendenst 1320 mit seinen Brüdern elf Hufen in Timmendorf, 1328 kamen dort weitere sieben hinzu. 1326 erwarb er zehn Hufen in Neudorf, von denen er allerdings 1333 neun verkaufte. Vom Rest stiftete er der Lübecker Marienkirche 1328 zwei Vikarien.
1344 erwarb das Lübecker Heiligen-Geist-Hospital die Dörfer Seedorf, Brandenhusen, Weitendorf und Wangern, die „lübschen Dörfer“ oder „lübischen Hospitaldörfer“, vom Ritter Vicko de Stralendorpe und dessen Neffen Heyno. Diese kamen 1648 als einzige Dörfer der Insel nicht an Schweden. Die Bauern mussten einen Geldzins leisten, nämlich „duas marcas den. Lub.“ Ende des 14. Jahrhunderts waren nur vier Hufen, nämlich in Niendorf, nicht in lübischem Besitz, sondern zu einer Vikarei in Wismar gestiftet. Die entsprechenden Verkaufsurkunden wurden meist weiterhin von den Rittern Preen, Plessen und Stralendorff als auch von den Fürsten von Mecklenburg bestätigt.
Ab 1358 versuchten die Mecklenburger erstmals wieder Rechte geltend zu machen. Zwar unterlag Albrecht II. im Rechtsstreit, bei dem sogar der Papst angerufen wurde, aber er verfolgte sein Ziel weiterhin. Ende des Jahrhunderts mussten die Lübecker einlenken und den Forderungen des Herzogs nachgeben, der rechtswidrig Abgaben hatte einziehen und die Bauern in den Ruin getrieben hatte. Die Stralendorffs hingegen wehrten sich gegen die Forderungen nach Einräumung des Jagdrechts, sie ließen sogar das Jagdhaus des Herzogs abreißen.
Die Herzöge Magnus und Balthasar versuchten den Getreidehandel, den sie den Holländern in Mecklenburg verboten hatten, selbst zu betreiben; sie verschafften sich ein Schiff und versuchten, den kleinen Hafen Gollwitz für den Getreideumschlag zu nutzen. Doch 1491 nahm ihnen der Herzog von Schleswig das Schiff fort. Als dort 1533 ein fürstliches Lusthaus entstand, fürchtete Wismar ein Aufleben der Pläne, eine eigene Getreidehandelsflotte einzurichten, die letztlich scheiterten.

### Neuzeit

#### Reformation
Fünf Jahre bevor am 20. Juni 1540 auf dem Landtag an der Sagsdorfer Brücke bei Sternberg die Reformation in ganz Mecklenburg eingeführt wurde, geschah dies bereits auf Poel. Ein Bildersturm fand dort nicht statt.

#### Übernahme der Dörfer durch Mecklenburger (1555–1615), Festungsanlage und Schloss
Die Reformation bot Herzog Johann Albrecht die Gelegenheit, die Grundherrschaft des Lübecker Domkapitels an sich zu bringen. 1555 legte er Beschlag auf die Poeler Dörfer und ließ von da an die Pacht der Bauern durch den Amtmann von Bukow einziehen. Auch konnte Herzog Johann Albrecht I. im Fleckenhagen bereits 1562 ein Jagdhaus errichten lassen. Der Prozess vor dem Reichskammergericht zog sich hin, erst 1571 wurde dem Herzog die Aufhebung seines Verbots für die Poeler Bauern, dem Domkapitel Zins zu zahlen, anbefohlen. Doch nun bestand bereits ein Amtshof auf Poel.

Grundriss der Festung Poel um 1700

1614 begannen die Bauarbeiten an der Poeler Festungsanlage mit Schloss. Auftraggeber war Herzog Adolf Friedrich I., der 1598 nach der besagten Auseinandersetzung mit dem Lübecker Domkapitel dessen Ländereien auf der Insel gegen 37.000 M. und dann 1615 auch noch die Güter derer von Stralendorff erwarb. Unter der Anleitung des Generalbaumeisters und Ingenieurs Gerhart Evert Pilooth aus Emden entstand ein imposantes Bauwerk. Die Lasten hatten die Bauern der Insel zu tragen, die zudem Wachmannschaften für das Festungswerk zu stellen hatten. Nur Brandenhusen, Wangern, Weitendorf und Seedorf blieben lübisch und hießen fort an die „Lübischen Dörfer“. In diesem Falle hatte sogar Kaiser Maximilian II. dem Herzog, der auch hier 1555 zugegriffen hatte, den Verzicht befohlen, der dies jedoch ignorierte, bis er 1583 bei Gericht endgültig unterlag. Beim Stralendorffschen Besitz setzte sich der Herzog nach 60 Jahren im Jahr 1615 durch. Für 1000 Reichstaler kaufte Adolf Friedrich den Rittern alle ihre Ansprüche auf Poel ab. Für die abgetretenen Rechte des Patronats und der Bedeerhebung erhielten die Ritter Ersatz auf dem Festland. Die Bauern Poels, die über Jahrzehnte drei Herren abgabepflichtig waren, nämlich den Mecklenburger, den Lübeckern und den Rittern, waren am Ende verarmt.

#### Dreißigjähriger Krieg und Schwedenzeit (ab 1618)
Südlich von Kirchdorf, in Fleckenhagen, entstand 1568 ein Jagdhaus. Um 1618 waren die 1614 begonnenen Bauarbeiten am Schloss im Großen und Ganzen abgeschlossen. Im Juni 1620 traf sich König Gustav II. Adolf von Schweden mit Herzog Adolf Friedrich I. auf dem Poeler Schloss. Zwei Monate später wurde die Braut des Königs, Prinzessin Maria Eleonora von Brandenburg, auf ihrem Weg zur Vermählung in Stockholm auf der Insel Poel mit einem Festgottesdienst in der Kirche und mit mehrtägigen Feierlichkeiten im Schloss vom mecklenburgischen Herzog empfangen. Doch letztlich spielte die Festung, auch wenn sie gegen Wismar gerichtet war, keine entscheidende militärische Rolle. Anlage und Schloss verfielen nach 1630 binnen weniger Jahrzehnte.
1626 erreichte der Krieg auch Mecklenburg. 1627 zog sich mit Duldung der Herzöge das dänische Heer zurück, daher besetzten dänische Truppen auf dem Rückzug aus Mecklenburg für kurze Zeit die Poeler Festungsanlage, während die Flotte auf der Ostsee kreuzte. 1628 marschierten kaiserliche Truppen unter Wallenstein ins Land, am 21. November sah sich der Herzog von Mecklenburg-Schwerin gezwungen, die Festung an den Obristen-Wachtmeister von Wartislav übergeben zu lassen. Albrecht von Wallenstein sollte in die Rechte der Mecklenburger Herzöge eintreten. Zum Defensivsystem um Wismar gehörte auch die Festung auf Poel.
1631 besetzten die im Jahr zuvor in den Krieg eingetretenen Schweden die Insel. Als die mecklenburgischen Herzöge Anfang 1632 das Poeler Schloss wieder in Besitz nahmen, fanden sie es verwüstet vor, ebenso wie die gesamte Insel. Es wurde zwar wieder instand gesetzt, aber schon um 1635 wurde es von den Schweden besetzt, nachdem Mecklenburg einen Separatfrieden mit dem Kaiser geschlossen hatte. 1638 besetzten kaiserliche Truppen die Festung erneut.
Als 1648 Mecklenburg den Westfälischen Frieden unterzeichnete, wurde die Insel Poel (mit Ausnahme der Hospitaldörfer Wangern und Golwitz) für die nächsten Jahrhunderte schwedisches Reichslehen, wenn auch immer wieder von Brandenburgern (1675), Dänen (1711), Preußen und Hannoveranern (1716) kurzzeitig besetzt. Königin Christina verlieh die Inseleinkünfte 1648 ihrem späteren Nachfolger Karl X. Gustav. Sie gingen bald in den Pfandbesitz Graf Anton von Steinbergs über, eines schwedischen Reiterobersten. Doch einer seiner Amtmänner, Paul Karnolt Schwabach, ist „einmal flüchtig durchgegangen und in Rostock dann verstorben und hat alle Akten mitgenommen“. Steinbergs Witwe Katharina Ribbing erbte diese Rechte, kümmerte sich jedoch nicht darum. Am 4. September 1675 wurde Poel von den Brandenburgern besetzt, nach der Belagerung Wismars aber von den Dänen von 1676 bis 1679; das Schloss war weitgehend ruiniert. Durch einen Prozess zwang die besagte die Krone Schweden, ihr das Amt wieder herauszugeben. Am 20. Juli 1685 wurde den Poelern in einer feierlichen Zusammenkunft mitgeteilt, dass die Gräfin nun wieder in den Besitz der Insel treten werde.
1694 kamen die schwedischen Gebiete Poels wieder in den Besitz der Krone. Wieder wurde die Insel an den Meistbietenden verpachtet. Von 1694 bis 1713 war Landrentmeister Johann Steeb der Pächter des Kaltenhofes. Ihm gelang es, die desolate Situation der Bauern zu verbessern.

#### Schwedische Landesaufnahme (1690–1698), Hexenverfolgung (bis 1699)
Wie lange Zeit in Schweden, so scheiterte in den Jahren 1685 und 1689 der königliche Versuch, genauere Zahlen und Karten zu erstellen, erneut am Widerstand der pommerschen Stände. Doch nun griff 1690 der schwedische König ein, um die Sache der Provinzialregierung in Pommern zu entziehen. Im Oktober 1690 befahl er die Vermessung ganz Schwedisch-Pommerns, im April 1691 stellte Carl Griepenhielm, der Direktor der Landmesser, eine Gruppe von neun jungen, schwedischen Landmessern, vor allem Studenten aus Uppsala, zusammen. Hierbei handelte es sich um Brynolf Hesselgren, Olof Spaak, Simon Skragge, Arvid Carlmark, Anders Jernström, Peter Wiesing, John Iser, Johan Gabriel Höök und Lars Hafman († 1692).
1698 ließ man Beschreibungs- und Ausrechnungsbücher auch für die gesamte Insel Poel anlegen, eine Arbeit, die Arvid Carlmark und Brynolf Hesselgren durchführten. Die Bücher bieten seither eine ungeheure Menge an Angaben zu Familienverhältnissen, Hofbesitz, die soziale Stellung in den Dorfgemeinschaften, dann zu allem, was sich auf Kartenwerken darstellen ließ. Auch Aussaat und Ertrag, Weidenutzung, Dienst- und Abgabenverhältnisse wurden erfasst. All das galt auch für die lübischen Dörfer.
Am 7. Februar 1699 wurde auf Poel, in Brandenhusen, Dorothea Köppen aus dem lübischen Timmendorf als letzte Hexe verbrannt. An weiteren Opfern lassen sich Elisabeth Boyen und Hans Malchow (1648), Hans Stollen oder Stole (28. Oktober 1692), Peter Ruege (1697) und Lucia oder Lucie Bernitsch (1698, eine Hirtentochter) nachweisen.

#### Nordischer Krieg, Verpfändung an Wismar (1712–1802), Siebenjähriger Krieg, Bauernbefreiung (ab 1790)

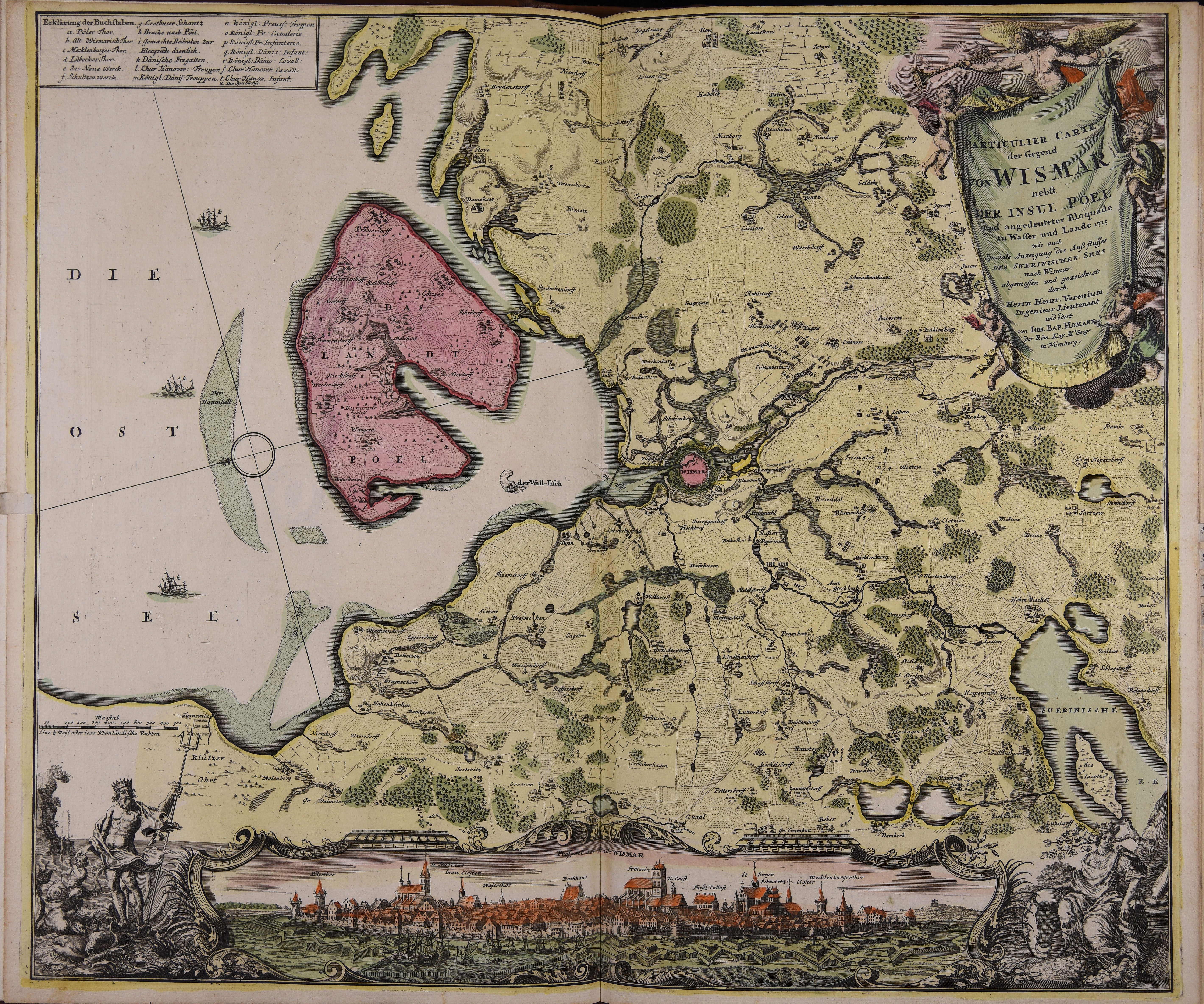
Heinrich Varenius: Particulier Carte der Gegend von Wismar nebst der Insul Pöel und angedeuteter Bloquade zu Wasser und Lande 1715 wie auch speciale Anzeigung des Auß-flusses des Swerinischen Sees nach Wismar, um 1716 herausgegeben von Johann Baptist Homann, Stadtbibliothek Trient. Die Karte verzeichnet die Brücke auf das Festland Richtung Strömkendorf, eine Windmühle bei Fährdorf, ebenso wie „Das ruinirte Schloß.“

Die Poeler hatten vor allen Dingen das Magazin in Wismar mit Korn und Fleisch zu versorgen, aber auch mit Holz. Wismar, im Nordischen Krieg mehrfach belagert, wurde von dort versorgt. Auch kam es zu Einquartierungen mit etwa 3 Mann auf 2 Hufe (1711). Ab 1712 flossen alle Einnahmen Poels in die Kassen Wismars, das völlig überschuldet war. Poel wurde von 1712 bis 1757 an Wismar verpfändet.
Während des Siebenjährigen Krieges (1756–1763) kamen die Preußen mehrmals plündernd vorbei. Da die Schweden ab 1648 die benachbarte Stadt Wismar zu einer Festung ausbauten, hatten sie kein Interesse an der Poeler Festungsanlage und ließen das Schloss verfallen. Im Dezember 1703 brachte ein Orkan den Turm des Schlosses zum Einsturz. Wenige Jahrzehnte danach stand das Schloss nur noch als Ruine da. Im 19. Jahrhundert durften die Poeler die Ruinen als Steinbruch nutzen. 1758 wurde die Insel erneut an Wismar verpfändet.
Bis 1750 sah das Amt die Zahlung von Dienstgerste als Gegenleistung für die Bauerndienste als genügend an. Doch 1750 bis 1752 wurde der Amtshof vergrößert und ein zweiter Meierhof, der Oertzenhof, eingerichtet. Die Bauerndienste wurden nun auf diese Höfe verteilt und wieder angezogen. Dienstordnungen regelte 1754 und 1771 die Einzelheiten. Dazu gehörte auch ein Spanndiensttag pro Woche; im Sommer wurde von 7 bis 19 Uhr gearbeitet, im Winter von Sonnenauf- bis -untergang. Während der Ernte galten noch längere Arbeitszeiten. Am härtesten waren die landlosen Büdner betroffen, deren Widerstand 1760 durch Gewaltandrohung gebrochen wurde. Erst ab 1790 konnten die Dienste abgelöst werden, nachdem die schwedische Regierung zugestimmt hatte.

#### Übergang an Mecklenburg als Pfand (1803/1903), Brücke zum Festland (1927)

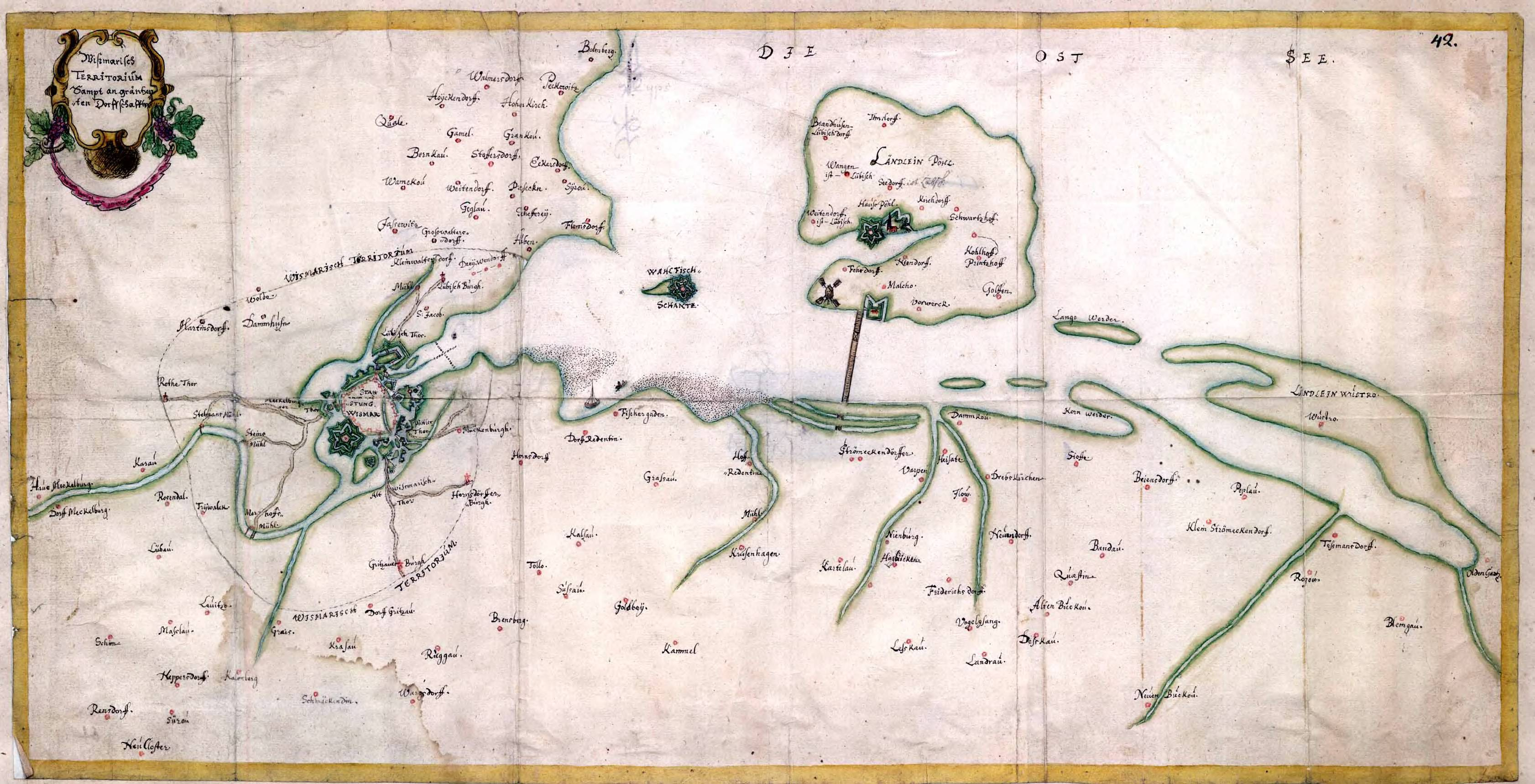
1850: Wismarer Bucht mit Festungen Wismar, „Ländlein Pöhl“ und der Festung Walfisch, die Wallenstein hatte ausbauen lassen.

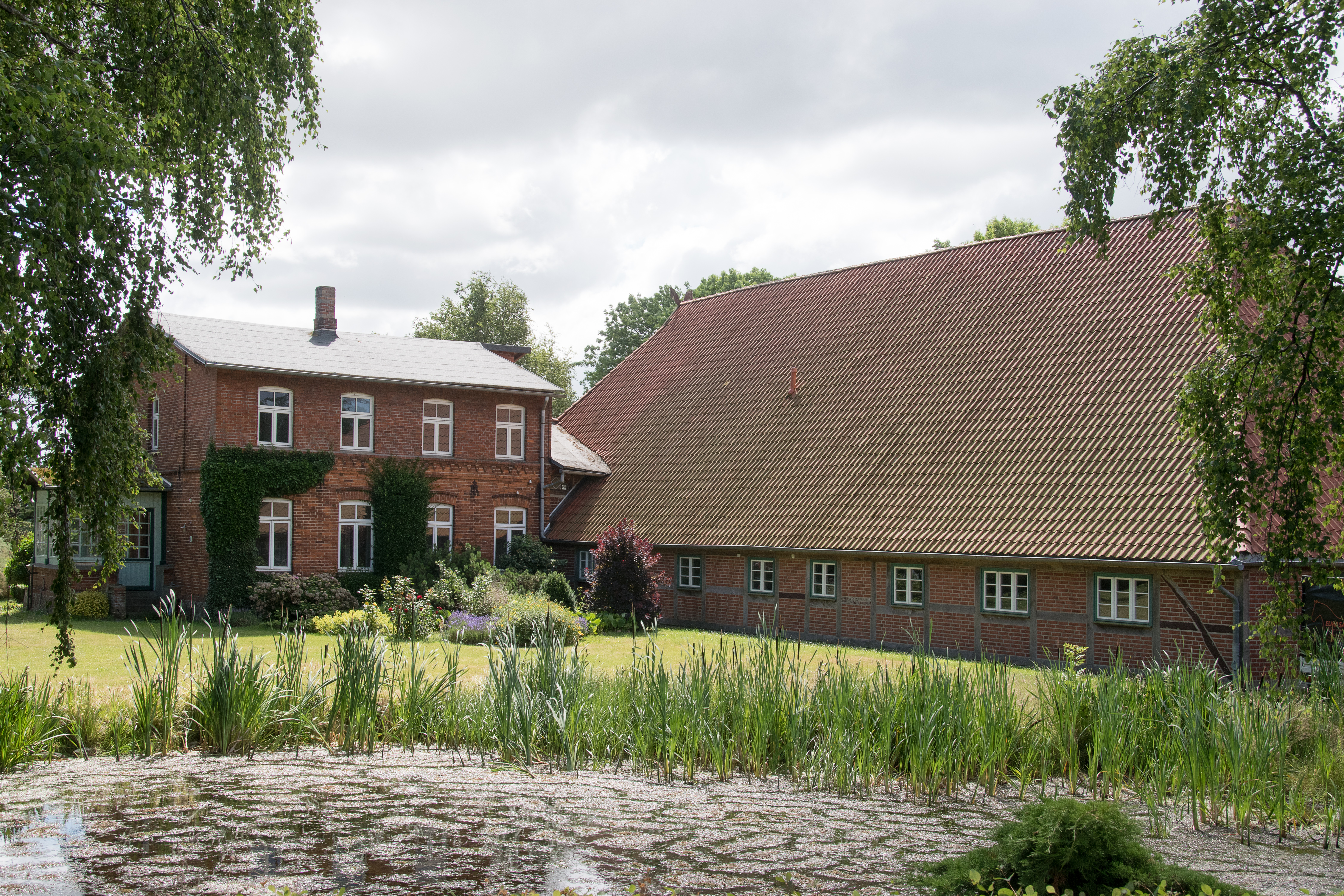
Denkmalgeschützter Hof in Malchow

1803 zahlte Herzog Friedrich Franz I. nach vierjährigen Verhandlungen einen Kredit von 1,25 Millionen Reichstalern an Schweden und bekam aufgrund des Malmöer Pfandvertrages für 99 Jahre die Rechte an Poel. Im Reichsdeputationshauptschluss von 1803 erhielt er auch die Lübecker Hospitaldörfer.
Verwaltungsmäßig gehörte Poel zum Amt Wismar-Poel-Mecklenburg-Redentin im Herzogtum Mecklenburg-Schwerin. Die schwedische Krone verzichtete 1903 auf die Einlösung des Pfandes, und Poel kehrte auch formal nach Mecklenburg zurück.
Seit 1927 gibt es eine feste Straßenverbindung zum Festland.
Das Gutshaus Vorwerk wurde um 1880 errichtet, das zweigeschossige Gutshaus Wangern um 1911 im Jugendstil (heute Ferienresidenz Steinhagen).
Eine jüdische Gemeinde existierte auf Poel nicht. Doch der 1896 im Kurischen Grobin geborene Salomon Kreutzstein war jüdischer Abstammung und wohl zum Lutheranismus konvertiert. Am 9. November 1926 heiratete er auf Poel die einer nicht-jüdischen Familie entstammende Margarete Charlotte Humke. Ihre fünf Kinder kamen zwischen 1928 und 1932 zur Welt; um 1931 zog die Familie auf die Insel. Dort lebte sie in Wangern, bevor sie sich in Brandenhusen niederließ. Salomon arbeitete auf einem oder mehreren Gutshöfen. Er wurde zwar nach der „Reichskristallnacht“ am 11. November 1938 in „Schutzhaft“ genommen und in das Gefängnis von Alt-Strelitz gebracht, doch wurde er am 2. Januar 1939 entlassen. Er blieb mit seiner Familie auf Poel und gemeinsam erlebten sie dort auch das Kriegsende 1945; wahrscheinlich hatte ihn die Tatsache geschützt, dass er in einer sogenannten „privilegierten Mischehe“ mit einer Nichtjüdin lebte. Seine Frau starb 1952. Salomon, der nochmals heiratete, zog später nach Kirchdorf um. Dort verstarb er am 25. März 1975. Möglicherweise war er nicht der einzige Poeler jüdischer Abstammung, denn es ließ sich auch ein Emil Jacobsohn in Kirchdorf belegen.

### Cap Arcona, Sowjetische Besatzungszone, DDR

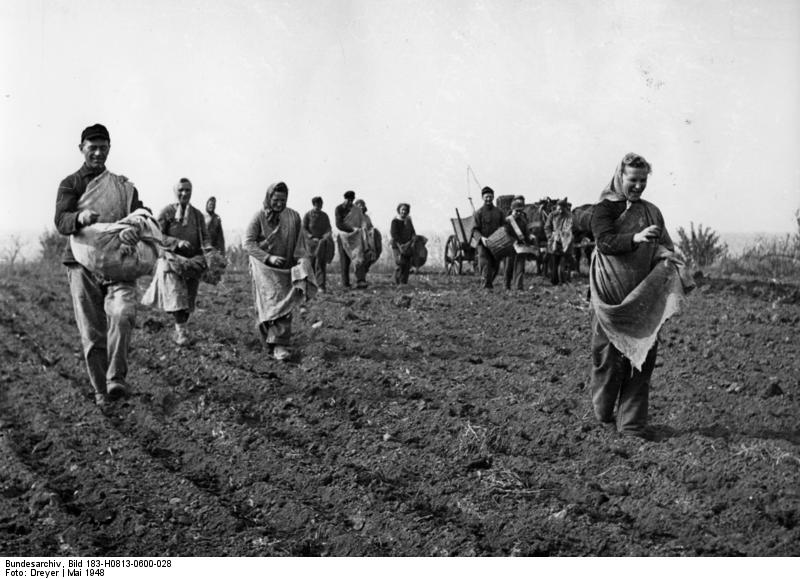
Bestellung eines Kartoffelackers des Landesgutes Kaltenhof im Frühjahr 1948

Am 3. Mai 1945 lösten sowjetische Truppen die britischen Einheiten von Poel ab. Am selben Tag versenkten britische Jagdflieger die Cap Arcona und drei weitere Schiffe mit über 7000 KZ-Häftlingen. 28 von ihnen wurden tot an Poeler Strände angespült. Nach Kriegsende gehörte Poel zur sowjetisch besetzten Zone Deutschlands, ab 1949 zur DDR.
Nach dem Weltkrieg wurde Hans Lembke enteignet und der Betrieb als „Volkseigenes Saatzuchtgut“ unter seiner Leitung weitergeführt. Sein ältester Sohn Hans-Georg Lembke gründete 1946 in Lübeck die Norddeutsche Pflanzenzucht Hans-Georg Lembke. Als persönlich haftender geschäftsführender Gesellschafter führte Dietrich Brauer das Unternehmen bis 1999, danach sein Sohn Dietmar. 1991/1992 konnte das Unternehmen den Volkseigenen Betrieb von der Treuhand zurückkaufen.
Nach dem Fall der innerdeutschen Grenze hatte sich am 19. Dezember 1989 in Kirchdorf der Runde Tisch der Gemeinde konstituiert. Im Mai 1990 fanden die ersten demokratischen Wahlen zur Gemeindevertretung statt.
Von 1952 bis 1994 gehörte die Gemeinde zum Kreis Wismar-Land (bis 1990 im DDR-Bezirk Rostock, danach im Land Mecklenburg-Vorpommern). Durch die Kreisgebietsreform 1994 wurde die Gemeinde in den Landkreis Nordwestmecklenburg eingegliedert.

## Bevölkerung
| Jahr | Einwohner |
| ---- | --------- |
| 1990 | 2810      |
| 1995 | 2825      |
| 2000 | 2873      |
| 2005 | 2838      |
| 2010 | 2660      |
| 2015 | 2497      |

| Jahr | Einwohner |
| ---- | --------- |
| 2020 | 2456      |
| 2021 | 2467      |
| 2022 | 2528      |
| 2023 | 2536      |

 Stand: 31. Dezember des jeweiligen Jahres
1946 erreichte die Bevölkerungszahl Poels durch Flüchtlinge aus den ehemaligen deutschen Ostgebieten mit über 5100 Einwohnern ihren Höhepunkt nach 1905 Einwohnern im Jahr 1939.

## Politik

### Gemeindevertretung
Die Gemeindevertretung besteht aus 13 Mitgliedern. Die Kommunalwahl am 9. Juni 2024 führte bei einer Wahlbeteiligung von 69,8 % zu folgendem Ergebnis:
| Partei / Wählergruppe           | Stimmenanteil 2019 | Sitze 2019 |  | Stimmenanteil 2024 | Sitze 2024 |
| ------------------------------- | ------------------ | ---------- |  | ------------------ | ---------- |
| Poeler für Poel                 | 43,2 %             | 6          |  | 46,9 %             | 6          |
| CDU                             | 22,1 %             | 3          |  | 29,4 %             | 4          |
| SPD                             | 15,2 %             | 2          |  | 12,0 %             | 2          |
| Freie Wähler                    | –                  | –          |  | 07,4 %             | 1          |
| Einzelbewerberin Sandra Mirow   | 07,0 %             | 1          |  | –                  | –          |
| Die Linke                       | 05,9 %             | 1          |  | 04,3 %             | –          |
| Einzelbewerber Torsten Paetzold | 03,9 %             | –          |  | –                  | –          |
| Einzelbewerberin Andrea Lembcke | 02,7 %             | –          |  | –                  | –          |
| Insgesamt                       | 100 %              | 1          |  | 100 %              | 13         |

### Bürgermeister
- 1991–2004: Dieter Wahls (CDU)[31]
- 2005–2012: Brigitte Schönfeldt (SPD)
- seit 2012: Gabriele Richter (parteilos)

Richter wurde in der Bürgermeisterwahl am 4. November 2018 mit 62,2 % der gültigen Stimmen in ihrem Amt bestätigt. Ihre Amtsdauer beträgt sieben Jahre.

### Wappen
| Wappen der Insel Poel | Blasonierung: „Geteilt durch einen goldenen Faden; oben in Blau ein voll besegeltes silbernes Zeesenboot; unten in Grün eine goldene Rapsblüte.“ |
| Wappen der Insel Poel | Wappenbegründung: In dem Wappen soll der Faden den Ostseestrand symbolisieren. Während das Zeesenboot auf den traditionsreichen Fischfang hinweist, der mit diesem Bootstyp bis in die 1960er Jahre ausgeübt wurde, steht die Rapsblüte für die Landwirtschaft, insbesondere für die 1897 begründete Rapszucht. Das Wappen und die Flagge wurde von dem Kirchdorfer Joachim Saegebarth gestaltet. Es wurde am 16. September 1993 durch das Ministerium des Innern genehmigt und unter der Nr. 175 der Wappenrolle des Landes Mecklenburg-Vorpommern registriert. |

### Flagge

Flagge der Gemeinde Ostseebad Insel Poel

Die Flagge wurde am 29. September 1993 durch das Ministerium des Innern genehmigt.
Die Flagge ist gleichmäßig längs gestreift von Blau, Gelb und Grün. In der Mitte des gelben Streifens liegt, auf jeweils ein Fünftel der Höhe des blauen und des grünen Streifens übergreifend, das Gemeindewappen. Die Länge des Flaggentuchs verhält sich zur Höhe wie 5:3.

### Dienstsiegel
Das Dienstsiegel zeigt das Gemeindewappen mit der Umschrift „GEMEINDE OSTSEEBAD INSEL POEL“.

### Gemeindepartnerschaft
Partnergemeinde von Poel ist seit 2003 Hammarö in Schweden.

## Kultur

### Bildung: Schule, Inselbücherei, Museum
Das heutige Inselmuseum in Kirchdorf diente ab 1806 als erstes, einräumiges Schulgebäude. 1836 kam es zum Bau zweier weiterer Schulen, nämlich in Wangern und in der heutigen Kurverwaltung, dann 1884 der Schule in der Schulstraße. Nach dem Kriegsende begann im Oktober 1945 wieder der Unterricht. 1964 bestanden vier Schulgebäude, ein Pavillon und weitere Unterrichtsräume im alten Gutshaus in Oertzenhof, doch wurden sie 1975 zu Wohnhäusern umfunktioniert, zu diesem Zeitpunkt das heutige Schulgebäude in der Straße der Jugend fertiggestellt war. So erhielt die Poeler Schule im Laufe der Zeit vier Bezeichnungen. Heute heißt sie Regionale Schule mit Grundschule Insel Poel „Prof. Dr. h. c. Dr. h. c. Hans Lembke“.
Die Inselbücherei, bis 2009 Gemeindebibliothek, reicht bis etwa 1949 zurück, doch erst 1957 erhielt die Sammlung einen eigenen Raum und einen kleinen Austauschbestand aus der Kreisbibliothek Wismar. 1977 erfolgte die Umwandlung in eine hauptberuflich geleitete Bibliothek, die jedoch mehrfach umziehen musste. Seit 1998 hat sie ihr festes Domizil im Haus des Gastes in Kirchdorf erhalten. Derzeit stehen rund 6500 Medien zur Verfügung.

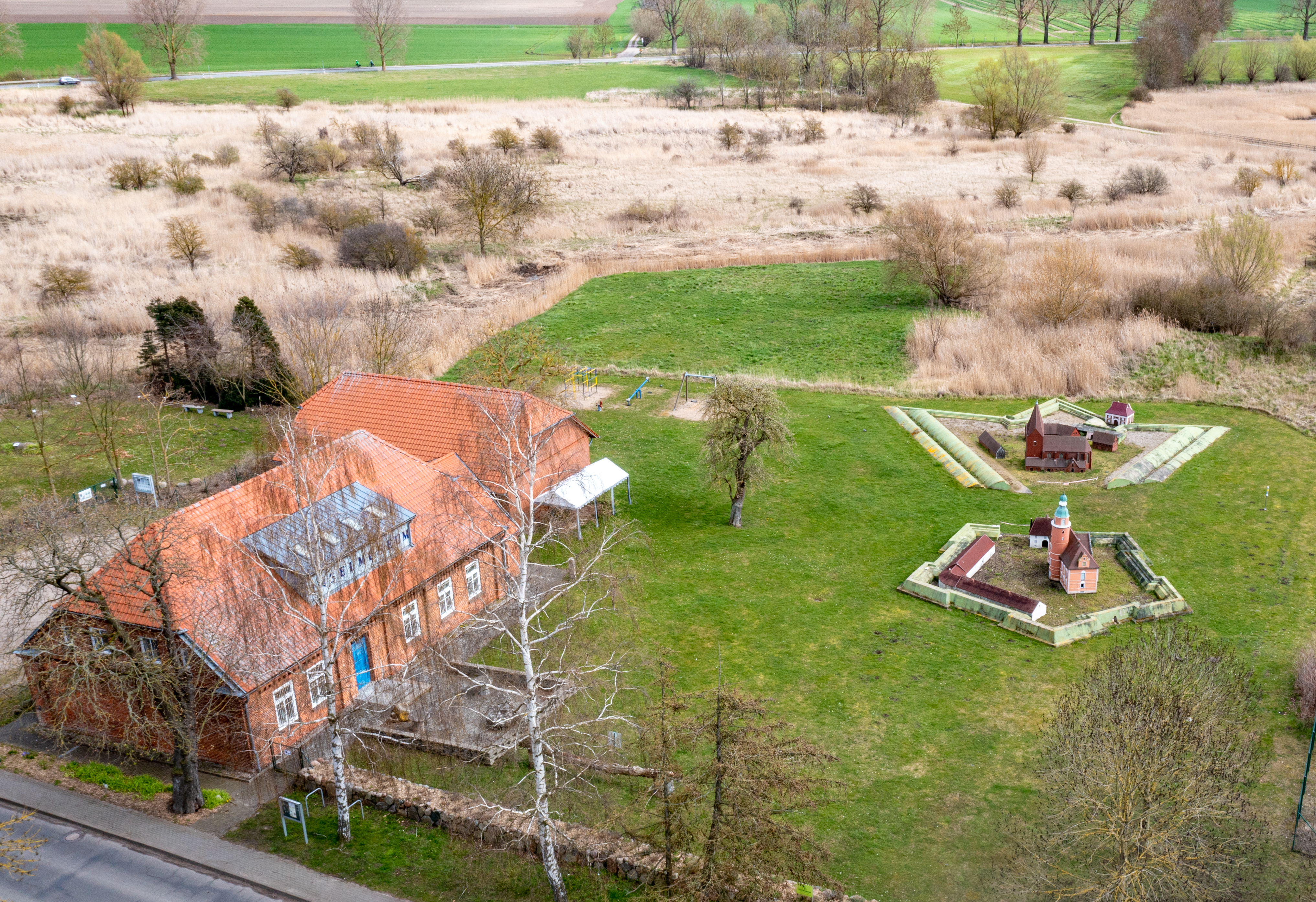
Das „Inselmuseum“

Im Heimatmuseum, Inselmuseum genannt, das sich in der Nähe des Gemeindezentrums im Zentrum Kirchdorfs befindet, werden auf 250 m² die Alltagsgeschichte und die Entwicklung der Insel dargestellt. Dabei werden sowohl die geologische wie auch die historische Entwicklung präsentiert. Dazu kommen wechselnde Sonderausstellungen.

### Freizeit und Sport
An den Stränden kann auf öffentlichen Anlagen Volleyball gespielt werden. Des Weiteren werden folgende Sportarten angeboten:
- Bogenschießen und Tennis in Gollwitz
- Segelklub Insel Poel
- Fußball in Kirchdorf beim Poeler SV 1923
- Reiten und Schießen in der Schießhalle Am Kickelberg
- Golf, Kegeln, Minigolf Am Schwarzen Busch und Timmendorf Strand
- Kitesurfen, Windsurfen und Katamaransegeln am Timmendorfer Strand

## Wirtschaft und Infrastruktur
Bis ins 19. Jahrhundert lebten, wie allgemein vor der Industriellen Revolution, fast alle Bewohner von der Landwirtschaft oder der Fischerei. Seither spielt der Tourismus eine bedeutende Rolle, aber auch die Saatzucht. Seit 2012 ist Poel Bestandteil der Metropolregion Hamburg.

### Landwirtschaft

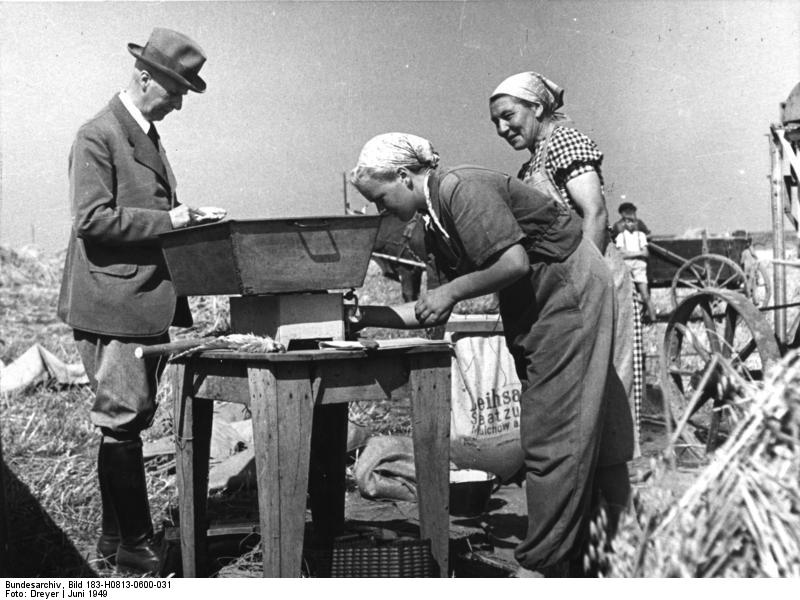
Hans Lembke, seit 1946 Professor mit dem Lehrauftrag für Pflanzenzüchtung Rostock, bei der VE-Saatzuchtgut Malchow (Juni 1949)

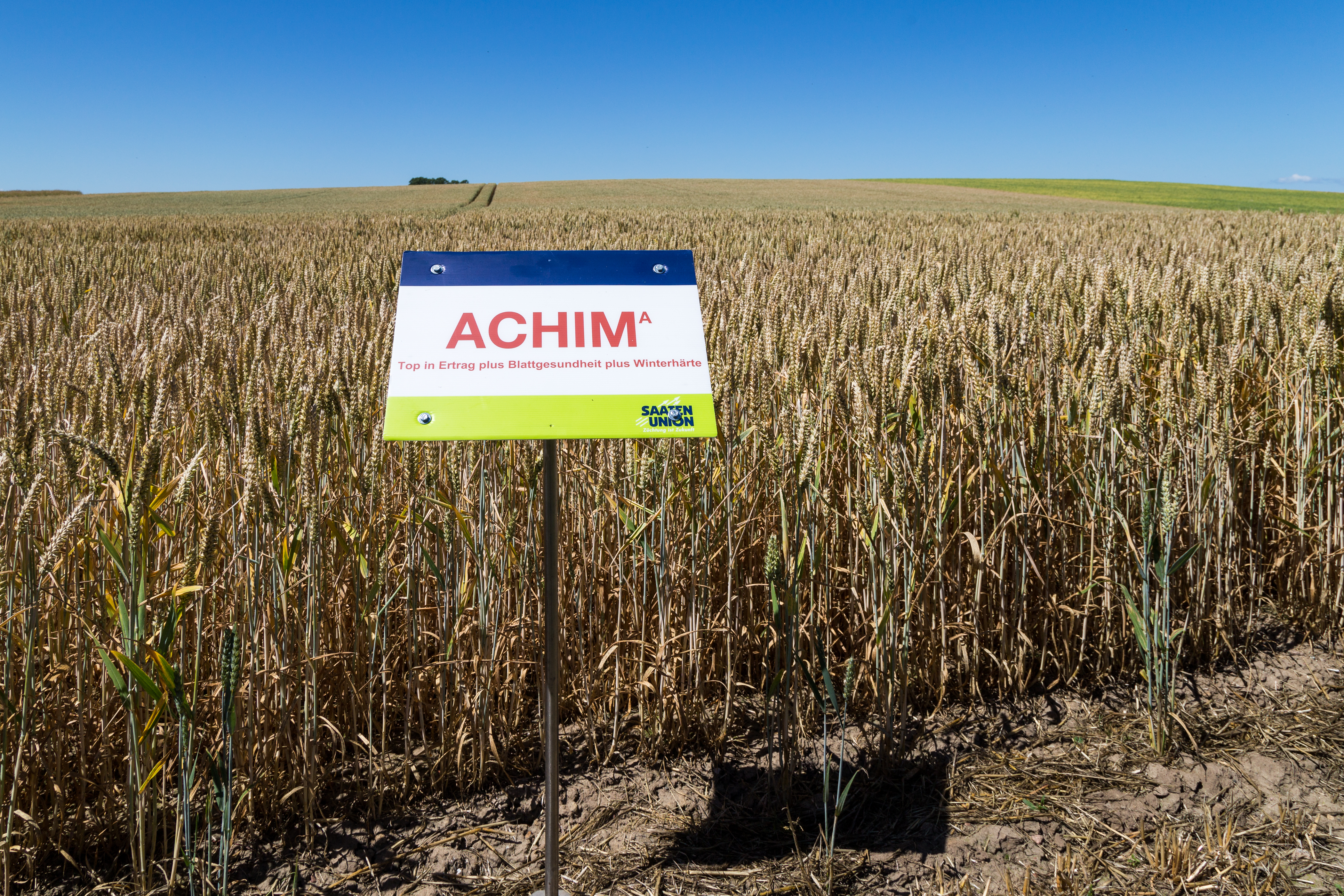
Saatgutzucht auf der Insel Poel, 2018

Die Landwirtschaft lässt sich auf Poel mehr als sechs Jahrtausende belegen. Auf sie ist die sich im Spätmittelalter beschleunigende Entwaldung der Insel zurückzuführen. Heute sind von der Insel 2.856 ha oder 28,56 km² Landwirtschaftsfläche, aber nur 93 ha Wald und 97 ha Wasserflächen.
1897 gründete der Poeler Bauernsohn Hans Lembke in Malchow einen Saatzuchtbetrieb. 1953 entstand die erste Landwirtschaftliche Produktionsgenossenschaft (LPG). Ab 1972 bewirtschaftete das Volkseigene Gut Insel Poel (VEG) die gesamte Ackerfläche der Insel. Der Pflanzenanbau diente vorwiegend der Saatgutvermehrung. Die auf Poel gezüchteten Rapssorten deckten etwa 75 % des Saatgutbedarfs der DDR. 1992 kauften die Enkel des Saatzucht-Gründers Hans Lembke den Stammbetrieb zurück.
2002 erhielt Peter Lüth für die Entwicklung biologischer Pflanzenschutzmittel mit seiner Malchower Firma Prophyta den Deutschen Umweltpreis.

### Fischerei

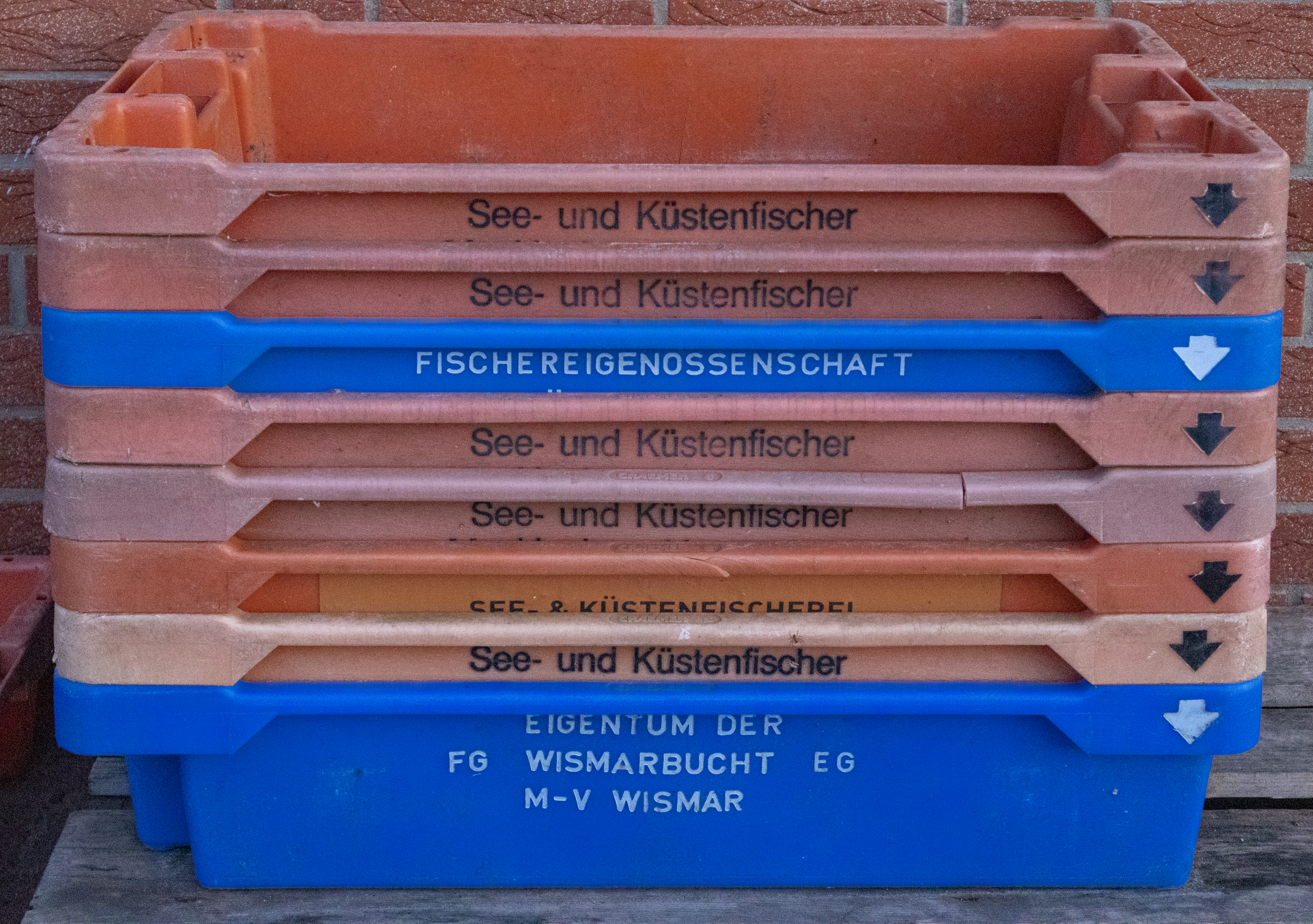
Fischerei auf der Insel Poel

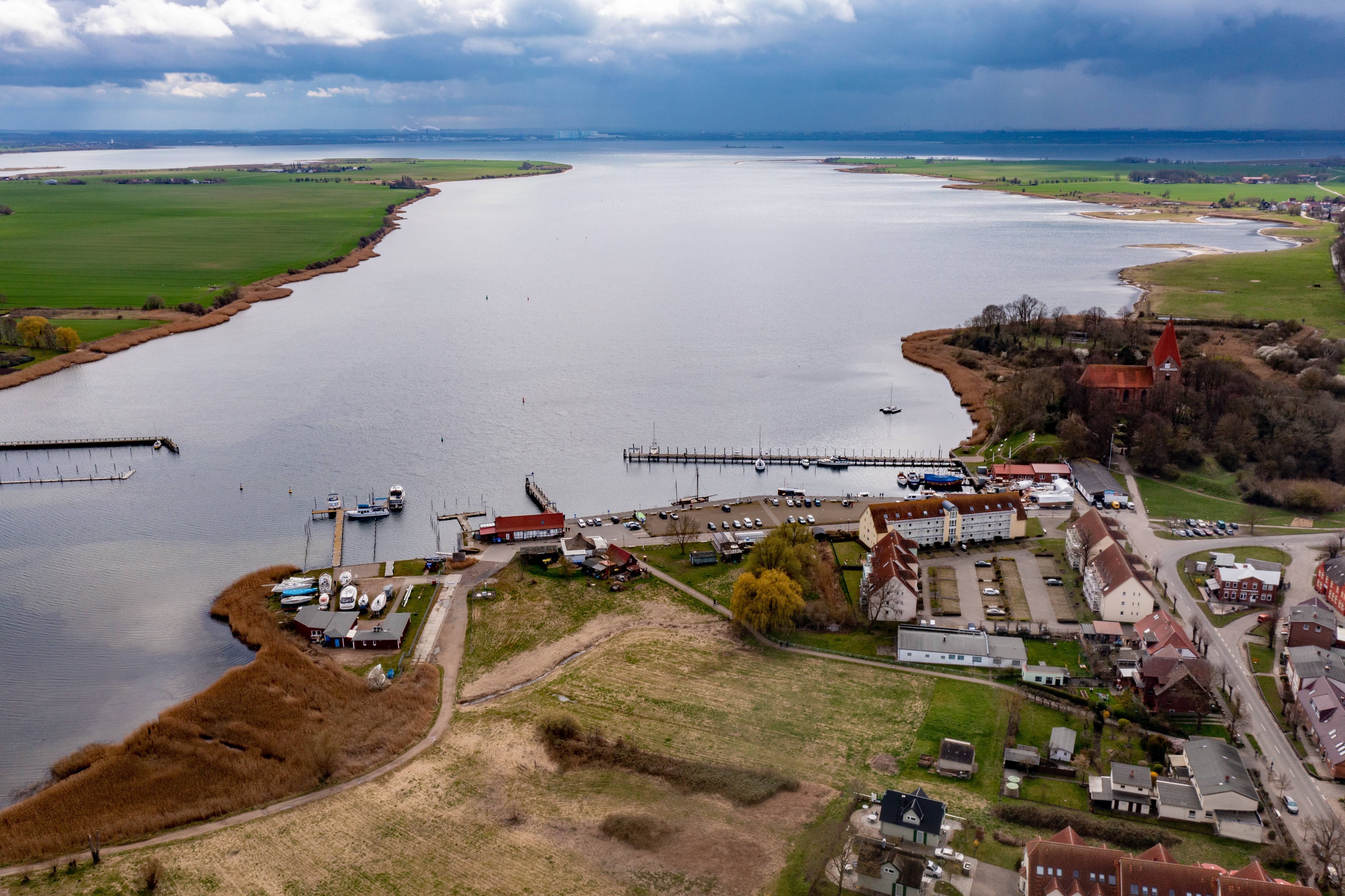
Hafen von Kirchdorf

Im Hafen Timmendorf werden jährlich etwa 120 t Fisch angelandet, im Hafen Kirchdorf etwa 10. Die Vermarktung erfolgt oftmals direkt von Bord oder über die Erzeugerorganisation „Wismarbucht“, Am alten Hafen in Wismar.
Für das Jahr 2012 registrierte das Fischereiamt 16 Fischereibetriebe, davon 9 im Haupterwerb und 7 im Nebenerwerb. 1990 bestanden noch 22 Betriebe. Die Fangflotte bestand 2012 aus 28 Fischereifahrzeugen, deren Länge zwischen 5 und 11 m variiert. Ausschließlich bei Tag werden in den Küstengewässern Dorsch, Flunder, Scholle, Kliesche, Steinbutt, Hering, Hornhecht, Aalmutter, Aal, Lachs und Meerforelle, seltener auch Makrele und Wittling gefangen.
Nur regional werden wenige Tonnen Krabben (Garnelen) vermarktet; Saison ist von Ende Mai bis Anfang August. Die örtlichen Fischer sind im Krabbenring zusammengeschlossen und tauschen regelmäßig die Plätze der Krabbenreusen.
In Niendorf lieferte 1968 eine Forellenzuchtstation 500 Tonnen pro Jahr; der Betrieb wurde 1990 eingestellt.

### Verkehr

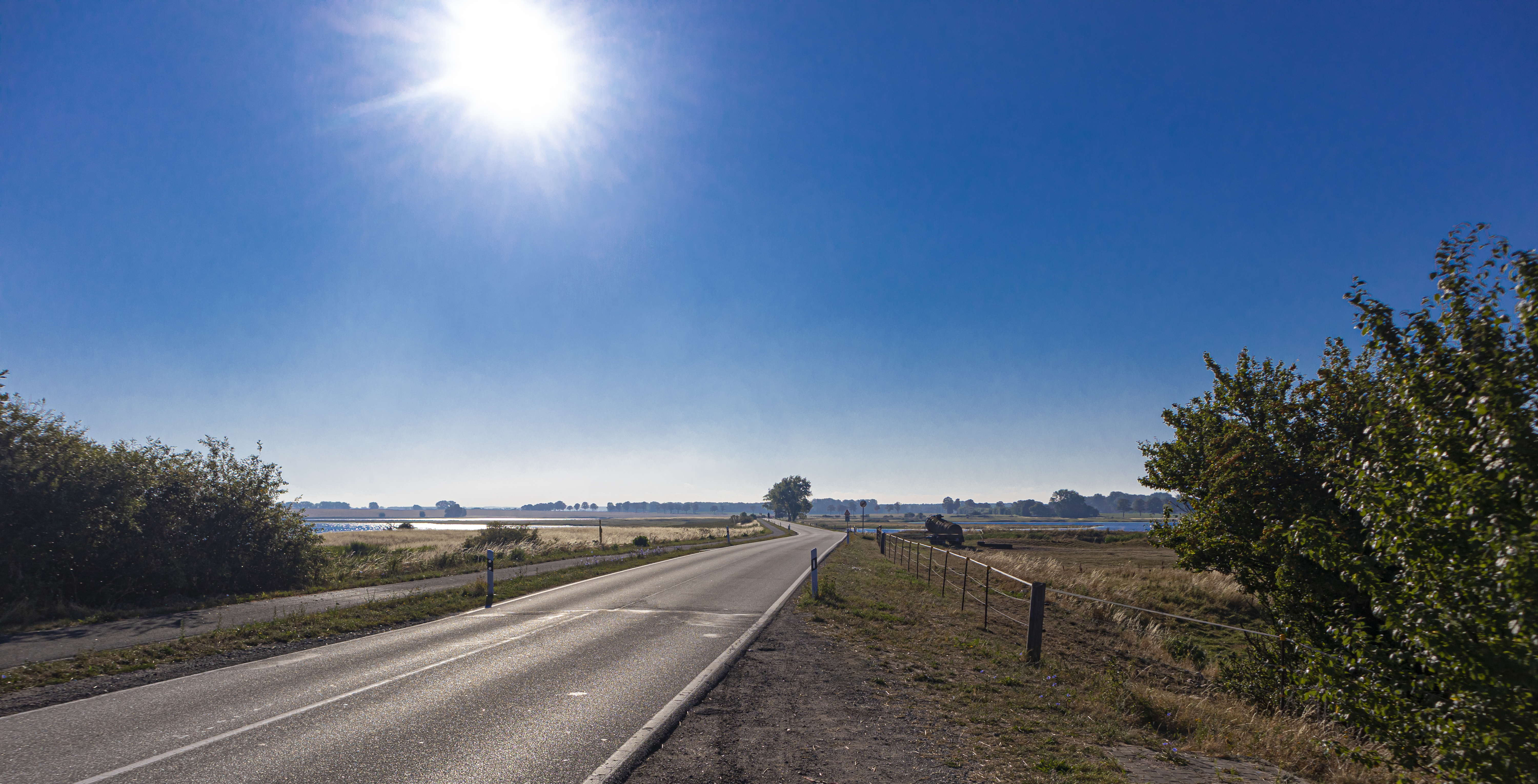
Damm mit Landesstraße 121 zwischen dem Festland und der Insel

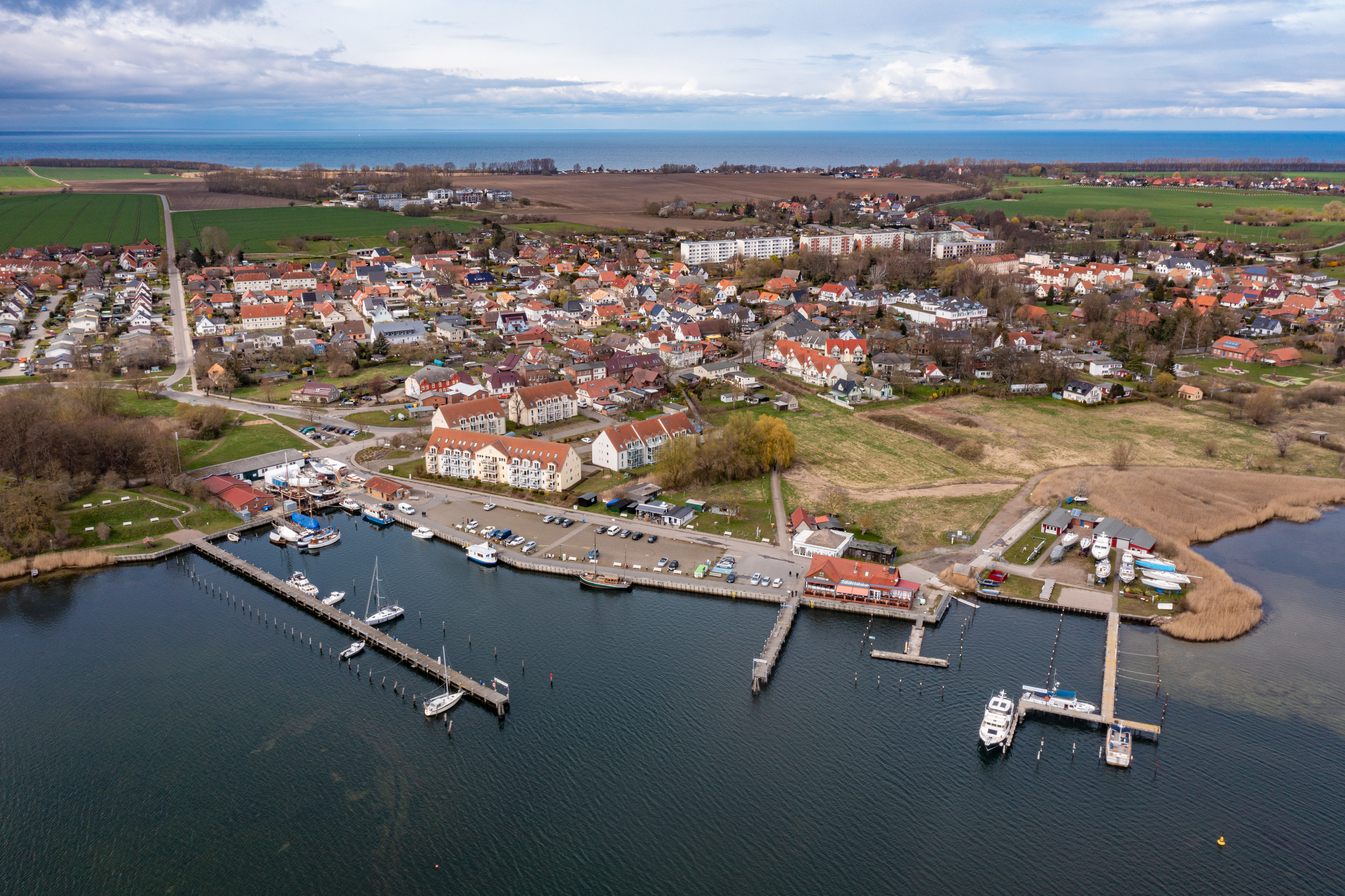
Hafen in Kirchdorf

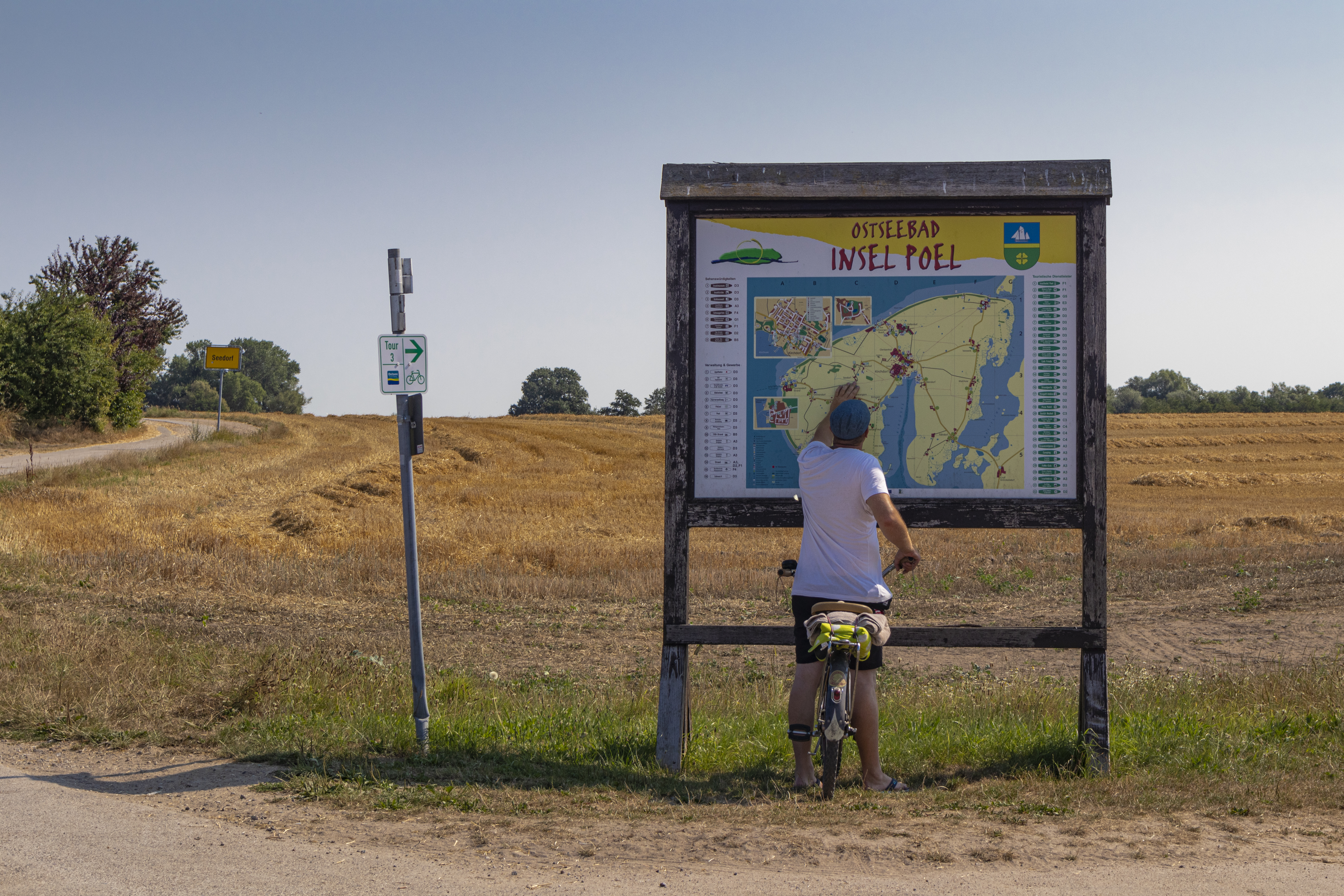
Radwege auf der Insel

Die Insel Poel ist über einen Damm, über den die Landesstraße 121 führt, mit dem Festland verbunden. Über diese Straße verbinden die Buslinien 230 bzw. 430 von NAHBUS Nordwestmecklenburg Timmendorf Strand mehrmals täglich mit dem ZOB am Bahnhof Wismar. Haltestellen befinden sich in Fährdorf, Malchow, Gollwitz, Kirchdorf, Schwarzer Busch, Weitendorf, Wangern und Timmendorf. In Wismar bestehen Anschlüsse an Züge des Regionalverkehrs zur Fahrt nach Rostock sowie Schwerin und Berlin.
Das Straßennetz auf der Insel selbst besteht aus 9,1 km Landesstraße (Landesstraße 121), 5,9 km Kreisstraße und 32,65 km Gemeindestraße. Eine Tankstelle existiert auf der Insel nicht mehr.
Die Insel verfügt über drei Häfen: Kirchdorf, Niendorf und Timmendorf Strand. Während der Hafen Kirchdorf von Mai bis September etwa drei Mal täglich mit Wismar durch ein Fahrgastschiff verbunden ist (Fahrzeit: eine Stunde), dient der Hafen Timmendorf Strand überwiegend der Fischerei. Alle Häfen verfügen über Liegeplätze für Sportboote. Im Hafen Timmendorf Strand liegt an der Lotsenbrücke seit 2018 das Seenotrettungsboot Wolfgang Wiese der DGzRS, das eine Besatzung von rund 20 freiwilligen Rettungsmännern hat.
Ein straßenbegleitender Radweg, angebunden an den Ostseeküstenradweg, verläuft von Fährdorf über Kirchdorf, Einhusen, Weitendorf und Wangern bis Timmendorf.

### Gesundheit: Ostsee-Klinik
1994 entstand am Schwarzen Busch die Ostsee-Klinik für Mutter-Kind-Kuren.

## Sehenswürdigkeiten und Veranstaltungen

### Poeler Inselkirche

Kirche in Kirchdorf

Die Poeler Inselkirche ist das einzige Gotteshaus auf der Insel und an ihrem Standort nachweisbar seit dem frühen 13. Jahrhundert. In vier oder fünf Etappen in der Zeit von 1210 (nach Angaben der Kirchgemeinde: 1230) bis etwa 1350 wurde sie errichtet. Es gibt mehrere Indizien dafür, dass der im romanischen Stil gebaute Turm der älteste Teil der Kirche ist und neben seiner Funktion als Raum für Gottesdienste auch als Zufluchtsort, Speicher, Aussichts- und Glockenturm diente. An den Turm wurde das erste Langhaus wahrscheinlich um 1230/40 im romanischen Stil angebaut, etwa fünfzig Jahre später der Chor. Der Turm ist mit seinen 47 Metern Höhe ein weithin sichtbarer Punkt der Insel. In der Kirche befinden sich zwei Flügelaltäre aus dem 15. Jahrhundert. Die Orgel der Kirche wurde 1704 aus Neukloster erworben. Ihr Prospekt stammt aus dem 17. Jahrhundert, das Werk wurde 1875 durch Friedrich Albert Mehmel erneuert und 1968 generalüberholt. 1936 baute Richard Schwarz das Modell eines Zeesenbootes, das seitdem an der Nordwand der Kirche steht. In der Kirche finden neben den Gottesdiensten im Sommer auch Konzerte statt.

### Schlosswall

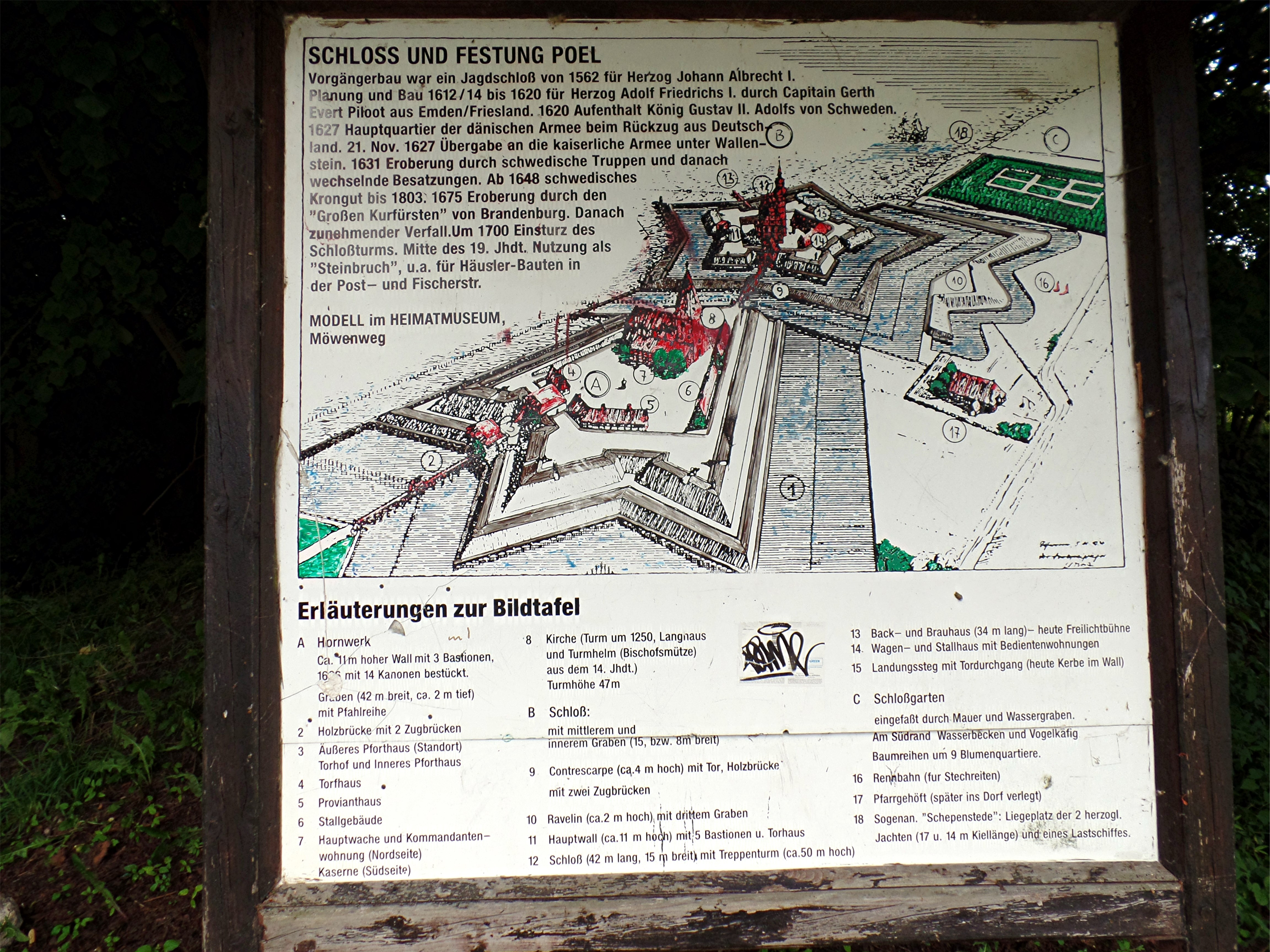
Informationstafel

Der Schlosswall ist der Überrest der Wallanlagen. 1614 begannen die Bauarbeiten an der Poeler Festungsanlage mit Schloss. Unter Anleitung des Generalbaumeisters und Ingenieurs Gerhart Evert Pilooth entstand ein imposantes Bauwerk, bestehend aus zwei Teilen: der Schlossanlage in Form eines fünfzackigen Sternes und dem sogenannten „Hornewerck“ in Form eines Sternschweifs, wo sich die Kirche, Soldatenunterkünfte, die Wohnung des Hauptmanns und Ställe befanden, umgeben von einem System von Wassergraben und elf Meter hohen Erdwällen.
Das Schloss verfiel nach dem Dreißigjährigen Krieg. Im 19. Jahrhundert wurden die letzten Reste abgetragen, es blieben nur noch die Fundamente der Gebäude. Ein Modell des Schlosses befindet sich im Heimatmuseum.

### Gedenkstätte für die Toten der Cap Arcona

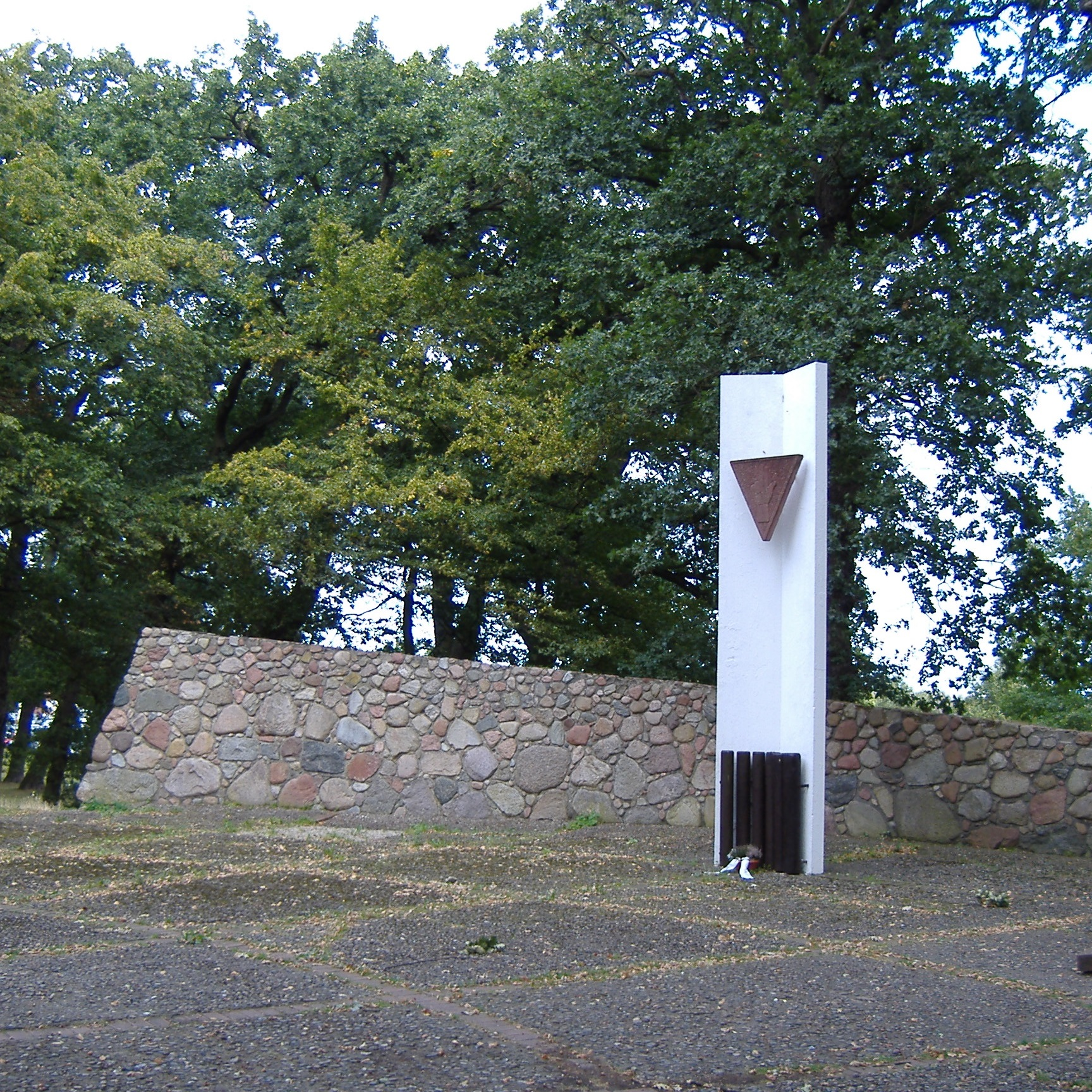
Gedenkstätte für die Toten der Cap Arcona in Schwarzer Busch

Am 3. Mai 1945 lagen die Cap Arcona und die Deutschland in der Lübecker Bucht und wurden von Flugzeugen der Royal Air Force RAF angegriffen. Zwischen 1946 und 1950 wurde im Gemeindeteil Schwarzer Busch im Norden der Insel eine Gedenkstätte für die Toten der Cap Arcona angelegt, die an die 28 nach dem Untergang des Schiffes an dem Strand der Insel angeschwemmten toten Häftlinge aus dem KZ Neuengamme (andere Quellen: KZ Stutthof) erinnert. 1979 wurde die Gedenkstätte umgestaltet. Das Heimatmuseum informiert in einer Ausstellung über die Umstände dieser Schiffstragödie. Rund 6400 der etwa 7000 KZ-Insassen auf der Cap Arcona und der Thielbek verbrannten, ertranken oder wurden von Tieffliegern erschossen. Die Versenkung der Cap Arcona gehört mit denen der Wilhelm Gustloff und der Goya (ebenfalls 1945 in der Ostsee) sowie der japanischen Truppen- und Gefangenentransporter Jun’yō Maru (5620 Tote), Toyama Maru (5500 Tote) und Ryusei Maru (4998 Tote) 1944 zu den verlustreichsten Schiffsuntergängen.

### Leuchttürme

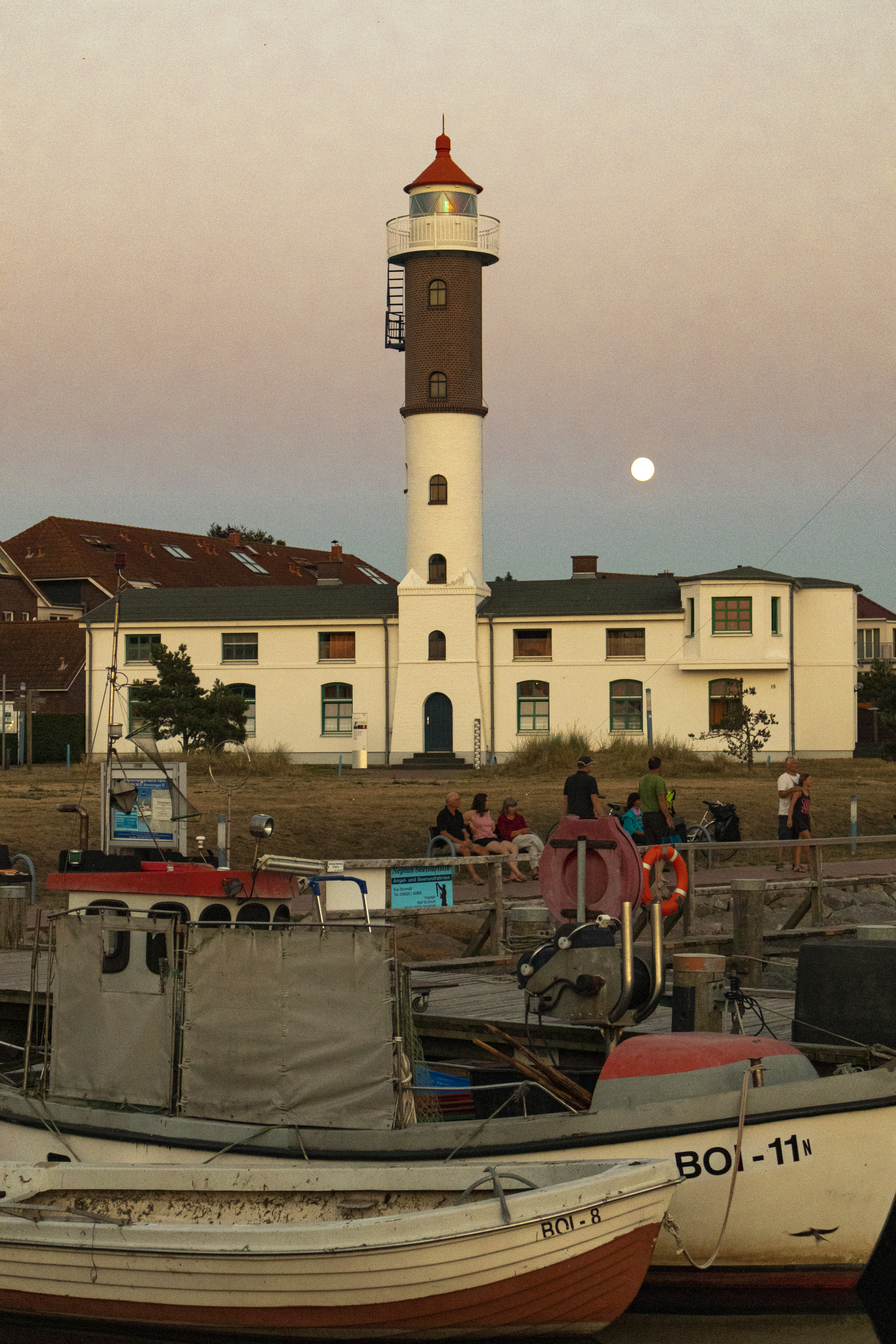
Timmendorfer Leuchtturm

Auf Poel stehen zwei Leuchttürme in Timmendorf und Gollwitz. In Gollwitz steht zudem ein Leitfeuer. Alle Leuchtfeuer dienen der Navigation bei der Einsteuerung nach Wismar.
Bei Gollwitz stand ab 1929 ein Eisengitterturm. 1953 wurde er durch einen 7,6 Meter hohen Stahlbetonturm etwa einen Kilometer westlich des Ortes an der Poeler Nordküste ersetzt. 1956 wurde dort ein Richtfeuer für das Große Tief installiert, das man 1996 durch ein als Präzisionssektorenfeuer ausgeführtes Leitfeuer ersetzte. Es ist ein Gleichtaktfeuer (Iso/Glt. 4 Sekunden) mit schmalen weißen, roten und grünen Sektoren und einer Tragweite von 8,1 bis 6,5 Seemeilen.
Das ursprünglich im gleichen Turm befindliche Leitfeuer leuchtet seit 1996 auf einem 23 Meter hohen Gitterstahlmast, der etwas westlich des Gebäudes am Strand steht. Es erreicht für den weißen, roten und grünen Sektor Tragweiten von 7,7 bis 6,1 Seemeilen und zeigt ein alle fünf Sekunden unterbrochenes Feuer (Oc/Ubr. 5 sec).

### Strände

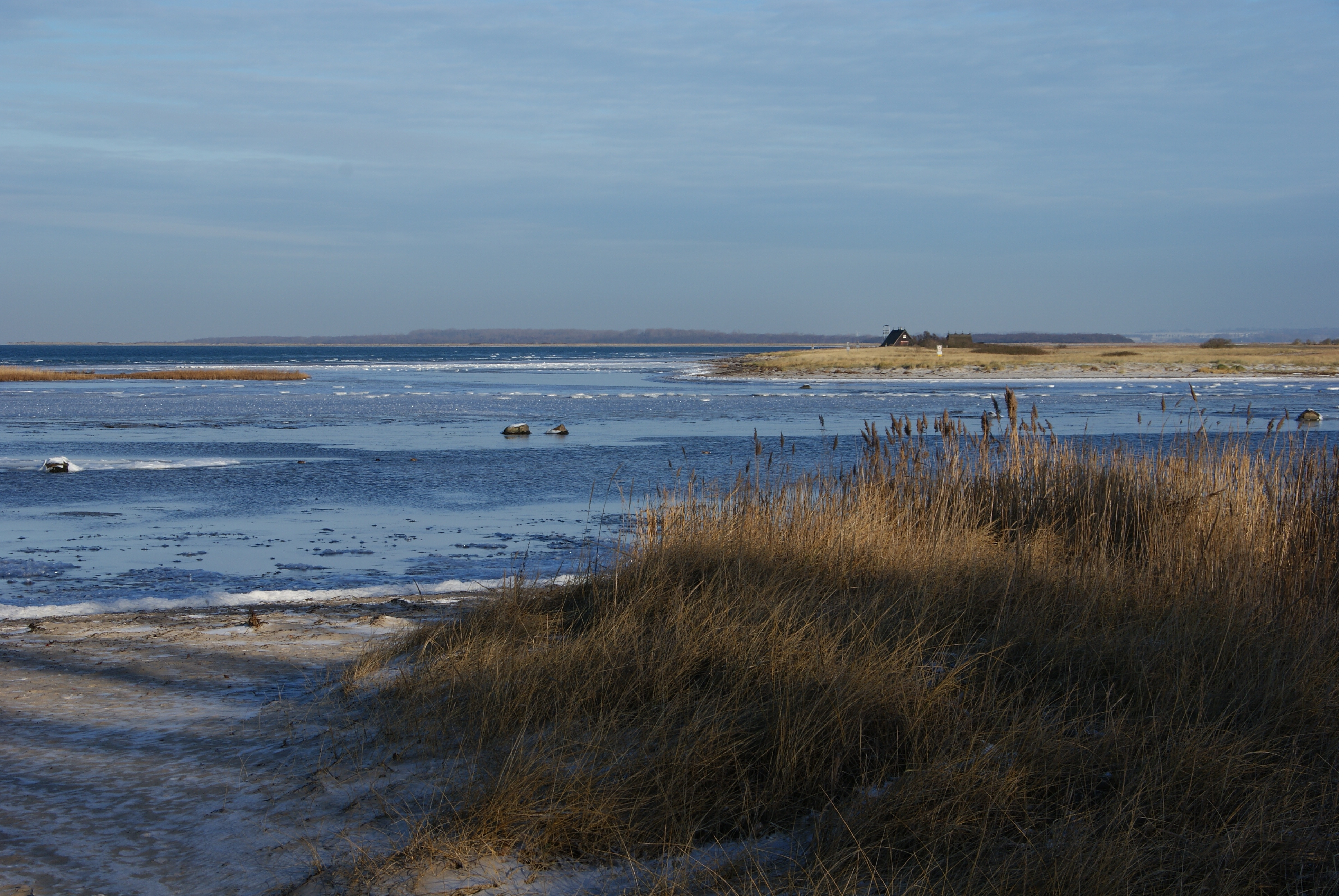
Strand bei Gollwitz im Winter

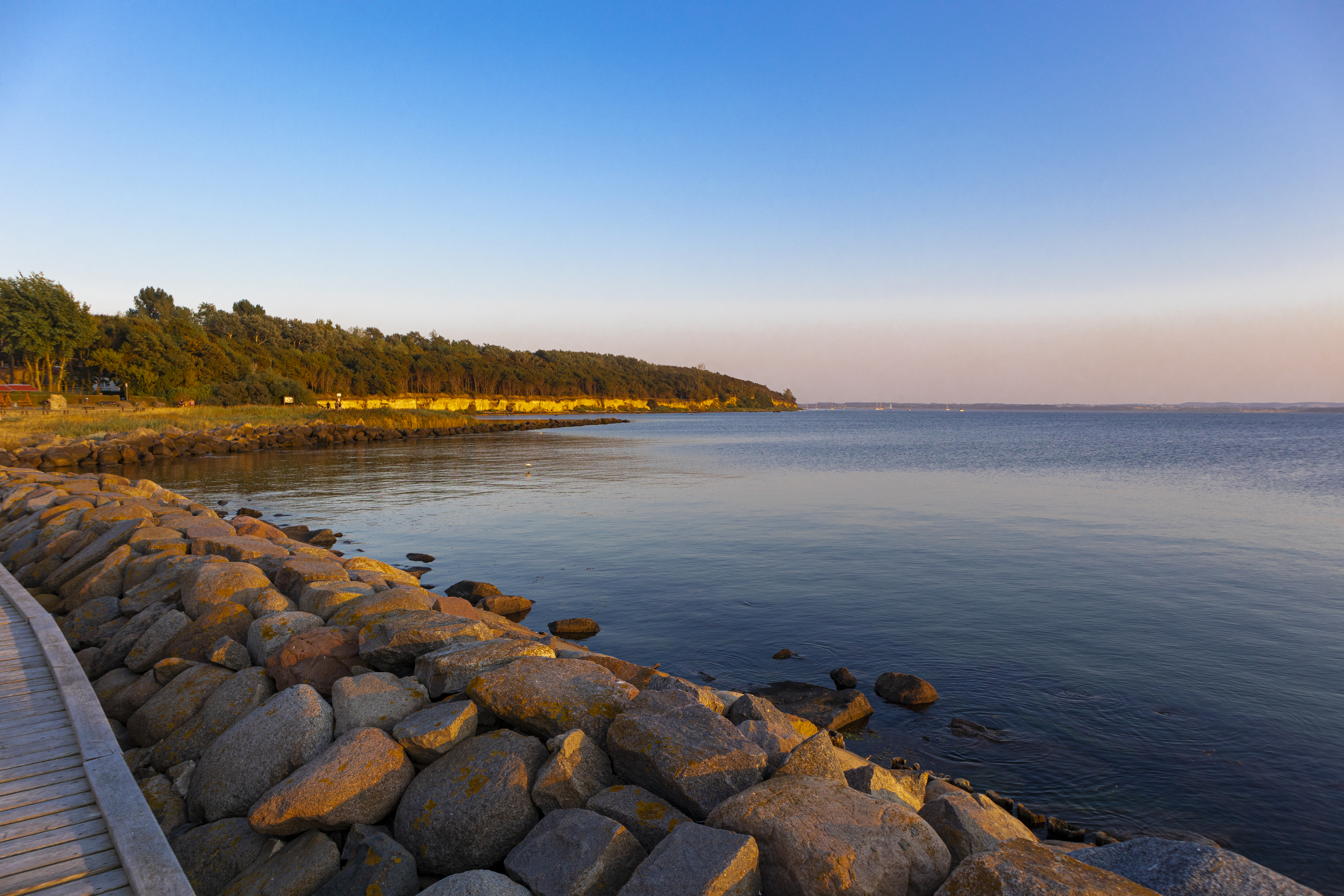
Küstenblick neben dem Hafen Timmendorf

- Sandstrände mit Parkplatzangebot, sanitären Einrichtungen und Imbissmöglichkeiten befinden sich in Timmendorf Strand, am Schwarzen Busch sowie in Gollwitz.
- Weitere Naturstrände sind am Küstenabschnitt zwischen Timmendorf und Am Schwarzen Busch zu finden. Die Strände verfügen weder über Parkplätze, Toiletten noch über Imbissangebote.
- Ein FKK-Strand befindet sich in Wangern. Parkplätze sind vorhanden, sanitäre Anlagen sowie Imbissmöglichkeiten jedoch nicht.

### Veranstaltungen
Neben naturkundlichen Veranstaltungen finden insbesondere im Sommer zahlreiche Konzerte, Ausstellungen, Lesungen, Diavorträge, Feste und Kinderveranstaltungen statt. Ein besonderer Höhepunkt ist das historische Schwedenfest im Sommer, welches rund um die Kirche in Kirchdorf gefeiert wird.
Seit 2017 findet jährlich im Spätsommer der Gelände-Hindernislauf Mudder Island statt. 2019 nahmen rund 1.200 Personen daran teil.

## Persönlichkeiten

### Söhne und Töchter der Gemeinde
- Ernst Susemihl (1807–1863), Übersetzer, in Kirchdorf geboren
- Georg Calsow (1857–1931), Oberbürgermeister von Göttingen, in Timmendorf geboren
- Hans Lembke (1877–1966), Pflanzenzüchter, in Malchow geboren
- Gertrud Schröder-Lembke (1908–2006), Agrarhistorikerin, in Malchow geboren
- Martin Kelm (* 1930), Designer, in Neuhof geboren

### Mit der Insel Poel verbundene Persönlichkeiten
- Hermann Klendenst († 1338), Kaufmann, Grundbesitzer auf Poel
- Hans-Joachim Theil (1909–1985), Dramaturg, Mitbegründer der Rügen-Festspiele 1959 und des Mecklenburgischen Folklorezentrums
- Karl Christian Klasen (1911–1945), Maler, lebte in Kirchdorf
- Barbara Kühl (* 1939), Schriftstellerin, wuchs auf  Poel auf
- Bernt Wilke (* 1943), Maler und Grafiker, lebt seit 2006 in Wangern

### Überblickswerke
- Fritz Meyer-Scharffenberg: Wismar, die Insel Poel und der Klützer Winkel. Hinstorff, Rostock 1965 (3., veränderte Auflage. ebenda 1990, ISBN 3-356-00340-2).
- Thorsten Müller: Poel – Insel und Meer, Edition Einblick, Berlin 2010, ISBN 978-3-00-030398-2 (Fotobildband).
- Joachim Saegebarth, Heinrich Baudis, Gertrud Schröder-Lembke: Insel Poel – Beiträge über Landschaft und Geschichte, Koch & Raum Wismar OHG, Wismar 2007

### Geschichte
- Gertrud Lembke: Die Entwicklung der bäuerlichen Verhältnisse auf der Insel Poel vom 12. Jahrhundert bis 1803, in: Mecklenburgische Jahrbücher 99 (1935) 1–106. (Digitalisat)
- „Die Schwedische Landesaufnahme von Pommern 1692 bis 1709“, Teiledition der Universität Greifswald
- Dirk Schleinert: Die schwedische Landesaufnahme der Insel Poel 1698 (=Quellen und Studien aus den Landesarchiven Mecklenburg-Vorpommerns, 9), Temmen, Bremen 2009.
- Andreas Röpcke (Hrsg.): Poel. Studien zur Geschichte einer besonderen Insel (=Schriften zur mecklenburgischen Geschichte, 8), Historische Kommission für Mecklenburg, Schmidt-Römhild, Lübeck 2021.
- Friedrich Wigger: Die Festung Pöl, in: Jahrbücher des Vereins für meklenburgische Geschichte und Alterthumskunde  48 (1883) 1–53, (Digitalisat).
- Dirk Schäfer: Zur Geschichte des Hofes Hellmann in Malchow auf der Insel Poel, Verein für mecklenburgische Familien- und Personengeschichte, Sonderpublikation 10, Warnkenhagen-Tellow 2022.
- Dirk Schäfer: Die Lembkes – Geschichte einer Mecklenburger Familie, Verein für mecklenburgische Familien- und Personengeschichte, Sonderpublikation 1, Warnkenhagen-Tellow 2018 (Familie von Poel, die dort seit etwa 1357 nachgewiesen ist, zu der auch der Poeler Pflanzenzüchter Professor Hans Lembke gehörte, mehrere Bürgermeister in Wismar, Lübeck).